# Составы Президиума и Политбюро ЦК КПСС
Коммунистическая партия Советского Союза — правящая партия в Союзе Советских Социалистических Республик, основной идеологией которой являлся марксизм-ленинизм, с начала 1920-х годов до марта 1990 года действовавшая в условиях однопартийной системы, что в отдельные периоды было закреплено конституционно. Исторически была основана в 1898 году как Российская социал-демократическая рабочая партия (аббрев. РСДРП), с весны 1917 года использовалось отсутствующее в партийных документах название большевистской фракции Российская социал-демократическая рабочая партия (большевиков) (аббрев. РСДРП(б)), с марта 1918 года — Российская коммунистическая партия (большевиков) (аббрев. РКП(б)), с декабря 1925 года — Всесоюзная коммунистическая партия (большевиков) (аббрев. ВКП(б)), с октября 1952 года — Коммунистическая партия Советского Союза (аббрев. КПСС). Руководящим партийным органом являлся съезд или партийная конференция, образующие для работы между ними Центральный комитет партии (ЦК). Однако в связи с относительной редкостью (в последний период — не реже одного раза в полгода) проведения Пленумов ЦК как пленарных заседаний членов и кандидатов в члены ЦК для целей принятия решений по текущим вопросам им образовывались коллегиальные руководящие органы: в период КПСС ими являлись Секретариат и Политическое бюро (Президиум до 8 апреля 1966 года). В 1952 году внутри этого органа был образован его узкий состав — Бюро Президиума (с 16 октября 1952 года до 5 марта 1953 года).

## Президиум ЦК КПСС (1952)
Президиум Центрального комитета КПСС, избранный 14 октября 1952 года Пленумом Центрального комитета КПСС, избранного на состоявшемся в Москве с 5 по 14 октября 1952 года XIX съезде ВКП(б).
| Портрет                      | Имя (годы жизни)                                                                                                 | Полномочия            | Полномочия            | Другие должности | Пр.                     |
| Портрет                      | Имя (годы жизни)                                                                                                 | Начало                | Окончание             | Другие должности | Пр.                     |
| члены Бюро Президиума        | члены Бюро Президиума                                                                                            | члены Бюро Президиума | члены Бюро Президиума | члены Бюро Президиума | члены Бюро Президиума   |
| ---------------------------- | --- | --------------------- | --------------------- | --- | ----------------------- |
|                              | Лаврентий Павлович Берия (1899—1953) груз. ლავრენტი პავლეს ძე ბერია                                              | 16 октября 1952       | 5 марта 1953          | • Председатель Специального комитета при Совете министров СССР • заместитель Председателя Совета министров СССР | [ 6 ] [ 7 ] [ 8 ]       |
|                              | Николай Александрович Булганин (1895—1975)                                                                       | 16 октября 1952       | 5 марта 1953          | • 1-й заместитель Председателя Совета министров СССР | [ 9 ] [ 10 ] [ 11 ]     |
|                              | Климент Ефремович Ворошилов (1881—1969)                                                                          | 16 октября 1952       | 5 марта 1953          | • заместитель Председателя Совета министров СССР | [ 12 ] [ 13 ] [ 14 ]    |
|                              | Лазарь Моисеевич Каганович (1893—1991)                                                                           | 16 октября 1952       | 5 марта 1953          | • заместитель Председателя Совета министров СССР | [ 15 ] [ 16 ] [ 17 ]    |
|                              | Георгий Максимилианович Маленков (1901—1988)                                                                     | 16 октября 1952       | 5 марта 1953          | • секретарь Центрального комитета КПСС • член Специального комитета при Совете министров СССР • заместитель Председателя Совета министров СССР | [ 18 ] [ 19 ] [ 20 ]    |
|                              | Михаил Георгиевич Первухин (1904—1978)                                                                           | 16 октября 1952       | 5 марта 1953          | • член Специального комитета при Совете министров СССР • заместитель Председателя Совета министров СССР | [ 21 ] [ 22 ] [ 23 ]    |
|                              | Максим Захарович Сабуров (1900—1977)                                                                             | 16 октября 1952       | 5 марта 1953          | • заместитель Председателя Совета министров СССР • Председатель Государственного планового комитета Совета министров СССР | [ 24 ] [ 25 ] [ 26 ]    |
|                              | Иосиф Виссарионович Сталин (1878—1953) урожд. Иосиф Виссарионович Джугашвили груз. იოსებ ბესარიონის ძე ჯუღაშვილი | 16 октября 1952       | 5 марта 1953          | • секретарь Центрального комитета КПСС • Председатель Совета министров СССР | [ 27 ] [ 28 ] [ 29 ]    |
|                              | Никита Сергеевич Хрущёв (1894—1971)                                                                              | 16 октября 1952       | 5 марта 1953          | • секретарь Центрального комитета КПСС • 1-й секретарь Московского областного комитета КПСС • член Бюро Президиума Совета министров СССР — с 27 октября по 10 ноября 1952 | [ 30 ] [ 31 ] [ 32 ]    |
| члены Президиума             | |                       |                       | |                         |
|                              | Василий Михайлович Андрианов (1902—1978)                                                                         | 16 октября 1952       | 5 марта 1953          | • 1-й секретарь Ленинградского областного комитета КПСС | [ 33 ] [ 34 ] [ 35 ]    |
|                              | Аверкий Борисович Аристов (1903—1973)                                                                            | 16 октября 1952       | 5 марта 1953          | • секретарь Центрального комитета КПСС | [ 36 ] [ 37 ] [ 38 ]    |
|                              | Семён Денисович Игнатьев (1904—1983)                                                                             | 16 октября 1952       | 5 марта 1953          | • Министр государственной безопасности СССР • начальник Главного управления охраны МГБ СССР — с 23 мая 1952 (врио) | [ 39 ] [ 40 ] [ 41 ]    |
|                              | Демьян Сергеевич Коротченко (1894—1969) укр. Дем’ян Сергійович Коротченко                                        | 16 октября 1952       | 5 марта 1953          | • Председатель Совета министров Украинской ССР | [ 42 ] [ 43 ] [ 44 ]    |
|                              | Василий Васильевич Кузнецов (1901—1990)                                                                          | 16 октября 1952       | 5 марта 1953          | • Председатель Всесоюзного центрального совета профессиональных союзов • член Генерального совета Исполнительного комитета Всемирной федерации профсоюзов • Вице-председатель Всемирной федерации профсоюзов                                                                                               | [ 45 ] [ 46 ] [ 47 ]    |
|                              | Отто Вильгельмович Куусинен (1881—1964) фин. Otto Wille Kuusinen                                                 | 16 октября 1952       | 5 марта 1953          | • Председатель Президиума Верховного Совета Карело-Финской ССР • заместитель Председателя Президиума Верховного Совета СССР | [ 48 ] [ 49 ] [ 50 ]    |
|                              | Вячеслав Александрович Малышев (1902—1957)                                                                       | 16 октября 1952       | 5 марта 1953          | • Министр судостроительной промышленности СССР — до 31 октября 1952 • Председатель Бюро Совета министров СССР по машиностроению и электропромышленности — с 5 ноября 1952 | [ 51 ] [ 52 ] [ 53 ]    |
|                              | Леонид Георгиевич Мельников (1906—1981)                                                                          | 16 октября 1952       | 5 марта 1953          | • 1-й секретарь Центрального комитета Коммунистической партии Украины • член Бюро Коммунистической партии Украины | [ 54 ] [ 55 ] [ 56 ]    |
|                              | Анастас Ованесович Микоян (1895—1978) арм. Անաստաս Հովհաննեսի Միկոյան                                            | 16 октября 1952       | 5 марта 1953          | • заместитель Председателя Совета министров СССР | [ 57 ] [ 58 ] [ 59 ]    |
|                              | Николай Александрович Михайлов (1906—1982)                                                                       | 16 октября 1952       | 5 марта 1953          | • 1-й секретарь Центрального комитета ВЛКСМ — до 31 октября 1952 • секретарь Центрального комитета КПСС | [ 60 ] [ 61 ] [ 62 ]    |
|                              | Вячеслав Михайлович Молотов (1890—1986) урожд. Вячеслав Михайлович Скрябин                                       | 16 октября 1952       | 5 марта 1953          | • 1-й заместитель Председателя Совета министров СССР | [ 63 ] [ 64 ] [ 65 ]    |
|                              | Пантелеймон Кондратьевич Пономаренко (1902—1984) бел. Панцеляймон Кандратавіч Панамарэнка                        | 16 октября 1952       | 5 марта 1953          | • секретарь Центрального комитета КПСС • Министр заготовок СССР — до 12 декабря 1952 • заместитель Председателя Совета министров СССР — с 12 декабря 1952 | [ 66 ] [ 67 ] [ 68 ]    |
|                              | Михаил Андреевич Суслов (1902—1982)                                                                              | 16 октября 1952       | 5 марта 1953          | • секретарь Центрального комитета КПСС | [ 69 ] [ 70 ] [ 71 ]    |
|                              | Дмитрий Иванович Чесноков (1910—1973)                                                                            | 16 октября 1952       | 5 марта 1953          | • главный редактор журнала «Коммунист» | [ 72 ] [ 73 ] [ 74 ]    |
|                              | Николай Михайлович Шверник (1888—1970)                                                                           | 16 октября 1952       | 5 марта 1953          | Председатель Президиума Верховного Совета СССР | [ 75 ] [ 76 ] [ 77 ]    |
|                              | Матвей Фёдорович Шкирятов (1883—1954)                                                                            | 16 октября 1952       | 5 марта 1953          | • Председатель Комитета партийного контроля при Центральном комитете КПСС | [ 78 ] [ 79 ] [ 80 ]    |
| кандидаты в члены Президиума | |                       |                       | |                         |
|                              | Леонид Ильич Брежнев (1906—1982)                                                                                 | 16 октября 1952       | 5 марта 1953          | • 1-й секретарь Центрального комитета Коммунистической партии Молдавии — до 25 октября 1952 • член Бюро Центрального комитета Коммунистической партии Молдавии • секретарь Центрального комитета КПСС | [ 81 ] [ 82 ] [ 83 ]    |
|                              | Андрей Януарьевич Вышинский (1883—1954)                                                                          | 16 октября 1952       | 5 марта 1953          | • Министр иностранных дел СССР | [ 84 ] [ 85 ] [ 86 ]    |
|                              | Арсений Григорьевич Зверев (1900—1969)                                                                           | 16 октября 1952       | 5 марта 1953          | • Министр финансов СССР | [ 87 ] [ 88 ] [ 89 ]    |
|                              | Николай Григорьевич Игнатов (1901—1966)                                                                          | 16 октября 1952       | 5 марта 1953          | • секретарь Центрального комитета КПСС • Министр заготовок СССР — с 12 декабря 1952 | [ 90 ] [ 91 ] [ 92 ]    |
|                              | Иван Григорьевич Кабанов (1898—1972)                                                                             | 16 октября 1952       | 5 марта 1953          | • 1-й заместитель Председателя Государственного комитета Совета Министров СССР по материально-техническому снабжению народного хозяйства — до 18 октября 1952 • Председатель Государственного комитета Совета Министров СССР по материально-техническому снабжению народного хозяйства — с 18 октября 1952 | [ 93 ] [ 94 ] [ 95 ]    |
|                              | Алексей Николаевич Косыгин (1904—1980)                                                                           | 16 октября 1952       | 5 марта 1953          | • член Бюро Совета министров СССР • Министр лёгкой промышленности СССР | [ 96 ] [ 97 ] [ 98 ]    |
|                              | Николай Семёнович Патоличев (1908—1989)                                                                          | 16 октября 1952       | 5 марта 1953          | • 1-й секретарь Центрального комитета Коммунистической партии Белоруссии • член Бюро Центрального комитета Коммунистической партии Белоруссии | [ 99 ] [ 100 ] [ 101 ]  |
|                              | Николай Михайлович Пегов (1905—1991)                                                                             | 16 октября 1952       | 5 марта 1953          | • секретарь Центрального комитета КПСС | [ 102 ] [ 103 ] [ 104 ] |
|                              | Александр Михайлович Пузанов (1906—1998)                                                                         | 16 октября 1952       | 5 марта 1953          | • 1-й секретарь Куйбышевского областного комитета КПСС — до 21 октября 1952 • Председатель Совета министров РСФСР — с 20 октября 1952 | [ 105 ] [ 106 ] [ 107 ] |
|                              | Ованес Тевадросович Тевосян (1902—1958) арм. Հովհաննես Թևատրոսի Թևոսյան                                          | 16 октября 1952       | 5 марта 1953          | • заместитель Председателя Совета министров СССР • Министр чёрной металлургии СССР | [ 108 ] [ 109 ] [ 110 ] |
|                              | Павел Фёдорович Юдин (1899—1968)                                                                                 | 16 октября 1952       | 5 марта 1953          | • член Постоянной комиссии по идеологическим вопросам при Президиуме Центрального комитета КПСС | [ 111 ] [ 112 ] [ 113 ] |

## Президиум ЦК КПСС (1953)
Президиум Центрального комитета КПСС, избранный 5 марта 1953 года Пленумом Центрального комитета КПСС, избранного на состоявшемся в Москве с 5 по 14 октября 1952 года XIX съезде ВКП(б).
| Портрет                      | Имя (годы жизни)                                                                          | Полномочия   | Полномочия      | Другие должности | Пр.                     |
| Портрет                      | Имя (годы жизни)                                                                          | Начало       | Окончание       | Другие должности | Пр.                     |
| ---------------------------- | ----------------------------------------------------------------------------------------- | ------------ | --------------- | --- | ----------------------- |
|                              | Лаврентий Павлович Берия (1899—1953) груз. ლავრენტი პავლეს ძე ბერია                       | 5 марта 1953 | 7 июля 1953     | • Председатель Специального комитета при Совете министров СССР — до 26 июня 1953 • 1-й заместитель Председателя Совета министров СССР — до 26 июня 1953 • Министр внутренних дел СССР — до 26 июня 1953 | [ 6 ] [ 7 ] [ 8 ]       |
|                              | Николай Александрович Булганин (1895—1975)                                                | 5 марта 1953 | 27 февраля 1956 | • 1-й заместитель Председателя Совета министров СССР — до 8 февраля 1955 • Министр обороны СССР — с 15 марта 1953 до 8 февраля 1955 • Председатель Совета министров СССР — с 8 февраля 1955 | [ 9 ] [ 10 ] [ 11 ]     |
|                              | Климент Ефремович Ворошилов (1881—1969)                                                   | 5 марта 1953 | 27 февраля 1956 | • заместитель Председателя Совета министров СССР — до 15 марта 1953 • Министр обороны СССР — с 15 марта 1953 | [ 12 ] [ 13 ] [ 14 ]    |
|                              | Лазарь Моисеевич Каганович (1893—1991)                                                    | 5 марта 1953 | 27 февраля 1956 | • 1-й заместитель Председателя Совета министров СССР • Председатель Государственного комитета Совета министров СССР по вопросам труда и заработной платы — с 24 мая 1955 | [ 15 ] [ 16 ] [ 17 ]    |
|                              | Алексей Илларионович Кириченко (1908—1975) укр. Олексій Іларіонович Кириченко             | 12 июля 1955 | 27 февраля 1956 | • 1-й секретарь Центрального комитета Коммунистической партии Украины • член Бюро Центрального комитета Коммунистической партии Украины | [ 114 ] [ 115 ] [ 116 ] |
|                              | Георгий Максимилианович Маленков (1901—1988)                                              | 5 марта 1953 | 27 февраля 1956 | • секретарь Центрального комитета КПСС — до 14 марта 1953 • Председатель Совета министров СССР — до 8 февраля 1955 • член Специального комитета при Совете министров СССР — до 26 июня 1953 • заместитель Председателя Совета министров СССР — с 8 февраля 1955 • Министр электростанций СССР — с 8 февраля 1955 | [ 18 ] [ 19 ] [ 20 ]    |
|                              | Анастас Ованесович Микоян (1895—1978) арм. Անաստաս Հովհաննեսի Միկոյան                     | 5 марта 1953 | 27 февраля 1956 | • заместитель Председателя Совета министров СССР — до 15 марта 1953 и с 27 апреля 1954 по 28 февраля 1955 • 1-й заместитель Председателя Совета министров СССР — с 28 февраля 1955 • Министр внешней и внутренней торговли СССР — с 15 марта по 24 августа 1953 • Министр торговли СССР — с 24 августа 1953 по 22 января 1955 | [ 57 ] [ 58 ] [ 59 ]    |
|                              | Вячеслав Михайлович Молотов (1890—1986) урожд. Вячеслав Михайлович Скрябин                | 5 марта 1953 | 27 февраля 1956 | • 1-й заместитель Председателя Совета министров СССР • Министр иностранных дел СССР | [ 63 ] [ 64 ] [ 65 ]    |
|                              | Михаил Георгиевич Первухин (1904—1978)                                                    | 5 марта 1953 | 27 февраля 1956 | • член Специального комитета при Совете министров СССР — до 26 июня 1953 • заместитель Председателя Совета министров СССР — до 15 марта 1953 и с 7 декабря 1953 по 28 февраля 1955 • Министерство электростанций и электропромышленности СССР — с 15 марта 1953 до 17 апреля 1954 • 1-й заместитель Председателя Совета министров СССР — с 28 февраля 1955 | [ 21 ] [ 22 ] [ 23 ]    |
|                              | Максим Захарович Сабуров (1900—1977)                                                      | 5 марта 1953 | 27 февраля 1956 | • Министр машиностроения СССР — до 8 августа 1953 • Председатель Государственного планового комитета Совета министров СССР — с 8 августа 1953 по 25 мая 1955 • заместитель Председателя Совета министров СССР — с 7 декабря 1953 по 28 февраля 1955 • 1-й заместитель Председателя Совета министров СССР — с 28 февраля 1955 • Председатель Государственной экономической комиссии Совета министров СССР по текущему планированию народного хозяйства — с 25 мая 1955 | [ 24 ] [ 25 ] [ 26 ]    |
|                              | Михаил Андреевич Суслов (1902—1982)                                                       | 12 июля 1955 | 27 февраля 1956 | • секретарь Центрального комитета КПСС | [ 69 ] [ 70 ] [ 71 ]    |
|                              | Никита Сергеевич Хрущёв (1894—1971)                                                       | 5 марта 1953 | 27 февраля 1956 | • секретарь Центрального комитета КПСС — до 7 сентября 1953 • 1-й секретарь Московского областного комитета ВКП(б) — до 10 марта 1953 • Первый секретарь Центрального комитета КПСС — с 7 сентября 1953 • член Президиума Совета министров СССР — с 7 декабря 1953 | [ 30 ] [ 31 ] [ 32 ]    |
| кандидаты в члены Президиума |                                                                                           |              |                 | |                         |
|                              | Мир Джафар Аббас оглы Багиров (1895—1956) азерб. Mircəfər Abbas oğlu Bağırov              | 5 марта 1953 | 7 июля 1953     | • 1-й секретарь Центрального комитета Коммунистической партии Азербайджана • член Бюро Центрального комитета Коммунистической партии Азербайджана | [ 117 ] [ 118 ] [ 119 ] |
|                              | Алексей Илларионович Кириченко (1908—1975) укр. Олексій Іларіонович Кириченко             | 6 июня 1953  | 12 июля 1955    | • 1-й секретарь Центрального комитета Коммунистической партии Украины • член Бюро Центрального комитета Коммунистической партии Украины | [ 114 ] [ 115 ] [ 116 ] |
|                              | Леонид Георгиевич Мельников (1906—1981)                                                   | 5 марта 1953 | 6 июня 1953     | • 1-й секретарь Центрального комитета Коммунистической партии Украины — до 4 июня 1953 • член Бюро Центрального комитета Коммунистической партии Украины — до 4 июня 1953 | [ 54 ] [ 55 ] [ 56 ]    |
|                              | Пантелеймон Кондратьевич Пономаренко (1902—1984) бел. Панцеляймон Кандратавіч Панамарэнка | 5 марта 1953 | 27 февраля 1956 | • Министр культуры СССР — с 15 мая 1953 по 9 марта 1954 • 1-й секретарь Центрального комитета Коммунистической партии Казахстана — с февраля 1954 по 6 августа 1955 • член Бюро Центрального комитета Коммунистической партии Казахстана — с февраля 1954 по 6 августа 1955 • Чрезвычайный и полномочный посол СССР в Польской Народной Республике — с 7 мая 1955 | [ 66 ] [ 67 ] [ 68 ]    |
|                              | Николай Михайлович Шверник (1888—1970)                                                    | 5 марта 1953 | 27 февраля 1956 | Председатель Президиума Верховного Совета СССР — до 15 марта 1953 • Председатель Всесоюзного центрального совета профессиональных союзов — с 12 марта 1953 | [ 75 ] [ 76 ] [ 77 ]    |

## Президиум ЦК КПСС (1956)
Президиум Центрального комитета КПСС, избранный 27 февраля 1956 года Пленумом Центрального комитета КПСС, избранного на состоявшемся в Москве с 14 по 25 февраля 1956 года XX съезде КПСС.
| Портрет                      | Имя (годы жизни)                                                              | Полномочия      | Полномочия   | Другие должности | Пр.                     |
| Портрет                      | Имя (годы жизни)                                                              | Начало          | Окончание    | Другие должности | Пр.                     |
| ---------------------------- | ----------------------------------------------------------------------------- | --------------- | ------------ | --- | ----------------------- |
|                              | Николай Александрович Булганин (1895—1975)                                    | 27 февраля 1956 | 29 июня 1957 | • Председатель Совета министров СССР | [ 9 ] [ 10 ] [ 11 ]     |
|                              | Климент Ефремович Ворошилов (1881—1969)                                       | 27 февраля 1956 | 29 июня 1957 | • Председатель Президиума Верховного Совета СССР | [ 12 ] [ 13 ] [ 14 ]    |
|                              | Лазарь Моисеевич Каганович (1893—1991)                                        | 27 февраля 1956 | 29 июня 1957 | • 1-й заместитель Председателя Совета министров СССР • Председатель Государственного комитета Совета министров СССР по вопросам труда и заработной платы — по 6 мая 1956 • Министр промышленности строительных материалов СССР — с 3 сентября 1956                                                                   | [ 15 ] [ 16 ] [ 17 ]    |
|                              | Алексей Илларионович Кириченко (1908—1975) укр. Олексій Іларіонович Кириченко | 27 февраля 1956 | 29 июня 1957 | • 1-й секретарь Центрального комитета Коммунистической партии Украины • член Бюро Центрального комитета Коммунистической партии Украины | [ 114 ] [ 115 ] [ 116 ] |
|                              | Георгий Максимилианович Маленков (1901—1988)                                  | 27 февраля 1956 | 29 июня 1957 | • заместитель Председателя Совета министров СССР • Министр электростанций СССР | [ 18 ] [ 19 ] [ 20 ]    |
|                              | Анастас Ованесович Микоян (1895—1978) арм. Անաստաս Հովհաննեսի Միկոյան         | 27 февраля 1956 | 29 июня 1957 | • 1-й заместитель Председателя Совета министров СССР | [ 57 ] [ 58 ] [ 59 ]    |
|                              | Вячеслав Михайлович Молотов (1890—1986) урожд. Вячеслав Михайлович Скрябин    | 27 февраля 1956 | 29 июня 1957 | • 1-й заместитель Председателя Совета министров СССР • Министр иностранных дел СССР — до 1 июня 1956 | [ 63 ] [ 64 ] [ 65 ]    |
|                              | Михаил Георгиевич Первухин (1904—1978)                                        | 27 февраля 1956 | 29 июня 1957 | • 1-й заместитель Председателя Совета министров СССР • Председатель Государственной экономической комиссии СМ СССР по текущему планированию народного хозяйства — с 25 декабря 1956 по 30 апреля 1957 • Министр среднего машиностроения СССР — с 30 апреля 1957                                                      | [ 21 ] [ 22 ] [ 23 ]    |
|                              | Максим Захарович Сабуров (1900—1977)                                          | 27 февраля 1956 | 29 июня 1957 | • 1-й заместитель Председателя Совета министров СССР • Председатель Государственной экономической комиссии Совета министров СССР по текущему планированию народного хозяйства — до 25 декабря 1956 заместитель Председателя Государственного комитета Совета министров СССР по внешним экономическим связям — с 1957 | [ 24 ] [ 25 ] [ 26 ]    |
|                              | Михаил Андреевич Суслов (1902—1982)                                           | 27 февраля 1956 | 29 июня 1957 | • секретарь Центрального комитета КПСС | [ 69 ] [ 70 ] [ 71 ]    |
|                              | Никита Сергеевич Хрущёв (1894—1971)                                           | 27 февраля 1956 | 29 июня 1957 | • Первый секретарь Центрального комитета КПСС • член Президиума Совета министров СССР • Председатель Бюро Центрального комитета КПСС по РСФСР | [ 30 ] [ 31 ] [ 32 ]    |
| кандидаты в члены Президиума |                                                                               |                 |              | |                         |
|                              | Леонид Ильич Брежнев (1906—1982)                                              | 27 февраля 1956 | 29 июня 1957 | • 1-й секретарь Центрального комитета Коммунистической партии Казахстана — до 6 марта 1956 • член Бюро Центрального комитета Коммунистической партии Казахстана — до 6 марта 1956 • секретарь Центрального комитета КПСС                                                                                             | [ 81 ] [ 82 ] [ 83 ]    |
|                              | Георгий Константинович Жуков (1896—1974)                                      | 27 февраля 1956 | 29 июня 1957 | • Министр обороны СССР | [ 121 ] [ 122 ] [ 123 ] |
|                              | Фрол Романович Козлов (1908—1965)                                             | 14 февраля 1957 | 29 июня 1957 | • 1-й секретарь Ленинградского областного комитета КПСС • член Бюро Центрального комитета КПСС по РСФСР | [ 124 ] [ 125 ] [ 126 ] |
|                              | Нуритдин Акрамович Мухитдинов (1917—2008) узб. Нуриддин Акрамович Муҳитдинов  | 27 февраля 1956 | 29 июня 1957 | • 1-й секретарь Центрального комитета Коммунистической партии Узбекистана | [ 127 ] [ 128 ] [ 129 ] |
|                              | Екатерина Алексеевна Фурцева (1910—1974)                                      | 27 февраля 1956 | 29 июня 1957 | • 1-й секретарь Московского городского комитета КПСС • секретарь Центрального комитета КПСС | [ 130 ] [ 131 ] [ 132 ] |
|                              | Николай Михайлович Шверник (1888—1970)                                        | 27 февраля 1956 | 29 июня 1957 | • Председатель Всесоюзного центрального совета профессиональных союзов — до 17 марта 1956 • Председатель Комитета партийного контроля при Центральном комитете КПСС | [ 75 ] [ 76 ] [ 77 ]    |
|                              | Дмитрий Трофимович Шепилов (1905—1995)                                        | 27 февраля 1956 | 29 июня 1957 | • секретарь Центрального комитета КПСС — до 24 декабря 1956 и с 14 февраля 1957 • Министр иностранных дел СССР — с 1 июня 1956 по 15 февраля 1957 | [ 133 ] [ 134 ] [ 135 ] |

## Президиум ЦК КПСС (1957)
Президиум Центрального комитета КПСС, избранный 29 июня 1957 года проходившим с 22 по 29 июня 1957 года Пленумом Центрального комитета КПСС, избранного на состоявшемся в Москве с 14 по 25 февраля 1956 года XX съезде КПСС.
| Портрет                      | Имя (годы жизни)                                                              | Полномочия      | Полномочия      | Другие должности | Пр.                     |
| Портрет                      | Имя (годы жизни)                                                              | Начало          | Окончание       | Другие должности | Пр.                     |
| ---------------------------- | ----------------------------------------------------------------------------- | --------------- | --------------- | --- | ----------------------- |
|                              | Аверкий Борисович Аристов (1903—1973)                                         | 29 июня 1957    | 31 октября 1961 | • секретарь Центрального комитета КПСС — до 4 мая 1960 • заместитель Председателя Бюро Центрального комитета КПСС по РСФСР — до 20 января 1961 Чрезвычайный и полномочный посол СССР в Польской Народной Республике — с 14 февраля 1961 | [ 36 ] [ 37 ] [ 38 ]    |
|                              | Николай Ильич Беляев (1903—1966)                                              | 29 июня 1957    | 4 мая 1960      | • секретарь Центрального комитета КПСС — до 12 ноября 1958 • 1-й секретарь Центрального комитета Коммунистической партии Казахстана — с 26 декабря 1957 по 16 января 1960 • 1-й секретарь Ставропольского краевого комитета КПСС — с 28 января 1960 | [ 136 ] [ 137 ] [ 138 ] |
|                              | Леонид Ильич Брежнев (1906—1982)                                              | 29 июня 1957    | 31 октября 1961 | • секретарь Центрального комитета КПСС — до 16 июля 1960 • заместитель Председателя Бюро Центрального комитета КПСС по РСФСР — с января по марта 1958 • Председатель Президиума Верховного Совета СССР — с 7 мая 1960 | [ 81 ] [ 82 ] [ 83 ]    |
|                              | Николай Александрович Булганин (1895—1975)                                    | 29 июня 1957    | 5 сентября 1958 | • Председатель Совета министров СССР — до 27 марта 1958 • Председатель Правления Государственного банка СССР — с 27 марта 1958 | [ 9 ] [ 10 ] [ 11 ]     |
|                              | Климент Ефремович Ворошилов (1881—1969)                                       | 29 июня 1957    | 16 июля 1960    | • Председатель Президиума Верховного Совета СССР — до 7 мая 1960 • заместитель Председателя Президиума Верховного Совета СССР — с 7 мая 1960 | [ 12 ] [ 13 ] [ 14 ]    |
|                              | Георгий Константинович Жуков (1896—1974)                                      | 29 июня 1957    | 29 октября 1957 | • Министр обороны СССР | [ 121 ] [ 122 ] [ 123 ] |
|                              | Николай Григорьевич Игнатов (1901—1966)                                       | 29 июня 1957    | 31 октября 1961 | • 1-й секретарь Горьковского областного комитета КПСС — до 23 декабря 1957 • член Бюро Центрального комитета КПСС по РСФСР — до 17 декабря 1957 • секретарь Центрального комитета КПСС — с 17 декабря 1957 по 4 мая 1960 • Председатель Президиума Верховного Совета РСФСР — с 16 апреля по 25 ноября 1959 • заместитель Председателя Совета министров СССР — с 4 мая 1960 | [ 90 ] [ 91 ] [ 92 ]    |
|                              | Алексей Илларионович Кириченко (1908—1975) укр. Олексій Іларіонович Кириченко | 29 июня 1957    | 4 мая 1960      | • секретарь Центрального комитета КПСС | [ 114 ] [ 115 ] [ 116 ] |
|                              | Фрол Романович Козлов (1908—1965)                                             | 29 июня 1957    | 31 октября 1961 | • 1-й секретарь Ленинградского областного комитета КПСС — до 24 декабря 1957 • член Бюро Центрального комитета КПСС по РСФСР — до 12 ноября 1958 • Председатель Совета министров РСФСР — с 19 декабря 1957 по 31 марта 1958 • 1-й заместитель Председателя Совета министров СССР — с 31 марта 1958 по 4 мая 1960 • секретарь Центрального комитета КПСС — с 4 мая 1960     | [ 124 ] [ 125 ] [ 126 ] |
|                              | Демьян Сергеевич Коротченко (1894—1969) укр. Дем’ян Сергійович Коротченко     | 29 июня 1957    | 31 октября 1961 | • Председатель Президиума Верховного Совета Украинской ССР • заместитель Председателя Президиума Верховного Совета СССР | [ 42 ] [ 43 ] [ 44 ]    |
|                              | Алексей Николаевич Косыгин (1904—1980)                                        | 4 мая 1960      | 31 октября 1961 | • 1-й заместитель Председателя Совета министров СССР | [ 96 ] [ 97 ] [ 98 ]    |
|                              | Отто Вильгельмович Куусинен (1881—1964) фин. Otto Wille Kuusinen              | 29 июня 1957    | 31 октября 1961 | • секретарь Центрального комитета КПСС | [ 48 ] [ 49 ] [ 50 ]    |
|                              | Анастас Ованесович Микоян (1895—1978) арм. Անաստաս Հովհաննեսի Միկոյան         | 29 июня 1957    | 31 октября 1961 | • 1-й заместитель Председателя Совета министров СССР | [ 57 ] [ 58 ] [ 59 ]    |
|                              | Нуритдин Акрамович Мухитдинов (1917—2008) узб. Нуриддин Акрамович Муҳитдинов  | 17 декабря 1957 | 31 октября 1961 | • 1-й секретарь Центрального комитета Коммунистической партии Узбекистана — до 28 декабря 1957 • секретарь Центрального комитета КПСС | [ 127 ] [ 128 ] [ 129 ] |
|                              | Николай Викторович Подгорный (1906—1983) укр. Микола Вікторович Підгорний     | 4 мая 1960      | 31 октября 1961 | • 1-й секретарь Центрального комитета Коммунистической партии Украины • член Бюро Центрального комитета Коммунистической партии Украины | [ 139 ] [ 140 ] [ 141 ] |
|                              | Дмитрий Степанович Полянский (1917—2001) укр. Дмитро Степанович Полянський    | 4 мая 1960      | 31 октября 1961 | • Председатель Совета министров РСФСР • член Бюро Центрального комитета КПСС по РСФСР | [ 142 ] [ 143 ] [ 144 ] |
|                              | Михаил Андреевич Суслов (1902—1982)                                           | 29 июня 1957    | 31 октября 1961 | • секретарь Центрального комитета КПСС | [ 69 ] [ 70 ] [ 71 ]    |
|                              | Екатерина Алексеевна Фурцева (1910—1974)                                      | 29 июня 1957    | 31 октября 1961 | • 1-й секретарь Московского городского комитета КПСС — до 27 декабря 1957 • секретарь Центрального комитета КПСС — до 4 мая 1960 • Министр культуры СССР — с 4 мая 1960 | [ 130 ] [ 131 ] [ 132 ] |
|                              | Никита Сергеевич Хрущёв (1894—1971)                                           | 29 июня 1957    | 31 октября 1961 | • Первый секретарь Центрального комитета КПСС • член Президиума Совета министров СССР — до 27 марта 1958 • Председатель Бюро Центрального комитета КПСС по РСФСР • Председатель Совета министров СССР — с 27 марта 1958 | [ 30 ] [ 31 ] [ 32 ]    |
|                              | Николай Михайлович Шверник (1888—1970)                                        | 29 июня 1957    | 31 октября 1961 | • Председатель Комитета партийного контроля при Центральном комитете КПСС | [ 75 ] [ 76 ] [ 77 ]    |
| кандидаты в члены Президиума |                                                                               |                 |                 | |                         |
|                              | Геннадий Иванович Воронов (1910—1994)                                         | 18 января 1961  | 31 октября 1961 | • 1-й секретарь Оренбургского областного комитета КПСС — до 26 января 1961 • заместитель Председателя Бюро Центрального комитета КПСС по РСФСР — с 20 января 1961 по 17 октября 1961 • 1-й заместитель Председателя Бюро Центрального комитета КПСС по РСФСР — с 17 октября 1961                                                                                           | [ 145 ] [ 146 ] [ 147 ] |
|                              | Виктор Васильевич Гришин (1914—1992)                                          | 18 января 1961  | 31 октября 1961 | • Председатель Всесоюзного центрального совета профессиональных союзов • вице-председатель Всемирной федерации профсоюзов | [ 148 ] [ 149 ] [ 150 ] |
|                              | Ян Эдуардович Калнберзинь (1893—1986) латыш. Jānis Kalnbērziņš                | 29 июня 1957    | 31 октября 1961 | • 1-й секретарь Центрального комитета Коммунистической партии Латвии — до 25 ноября 1959 • член Бюро Центрального комитета Коммунистической партии Латвии • Председатель Президиума Верховного Совета Латвийской ССР — с 27 ноября 1959 | [ 151 ] [ 152 ] [ 153 ] |
|                              | Андрей Павлович Кириленко (1906—1990)                                         | 29 июня 1957    | 31 октября 1961 | • 1-й секретарь Свердловского областного комитета КПСС | [ 154 ] [ 155 ] [ 156 ] |
|                              | Алексей Николаевич Косыгин (1904—1980)                                        | 29 июня 1957    | 4 мая 1960      | • заместитель Председателя Совета министров СССР — с 5 июля 1957 • Председатель Государственного планового комитета Совета Министров СССР — с 20 марта 1959 | [ 96 ] [ 97 ] [ 98 ]    |
|                              | Кирилл Трофимович Мазуров (1914—1989) бел. Кірыл Трафімавіч Мазураў           | 29 июня 1957    | 31 октября 1961 | • 1-й секретарь Центрального комитета Коммунистической партии Белоруссии • член Бюро Центрального комитета Коммунистической партии Белоруссии | [ 157 ] [ 158 ] [ 159 ] |
|                              | Василий Павлович Мжаванадзе (1902—1988) груз. ვასილ პავლეს ძე მჟავანაძე       | 29 июня 1957    | 31 октября 1961 | • 1-й секретарь Центрального комитета Коммунистической партии Грузии • член Бюро Центрального комитета Коммунистической партии Грузии | [ 160 ] [ 161 ] [ 162 ] |
|                              | Нуритдин Акрамович Мухитдинов (1917—2008) узб. Нуриддин Акрамович Муҳитдинов  | 29 июня 1957    | 17 декабря 1957 | • 1-й секретарь Центрального комитета Коммунистической партии Узбекистана | [ 127 ] [ 128 ] [ 129 ] |
|                              | Михаил Георгиевич Первухин (1904—1978)                                        | 29 июня 1957    | 31 октября 1961 | • 1-й заместитель Председателя Совета министров СССР — до 5 июля 1957 • Министр среднего машиностроения СССР — до 24 июля 1957 • Председатель Государственного комитета Совета министров СССР по внешним экономическим связям — с 24 июля 1957 по 20 февраля 1958 • Чрезвычайный и полномочный посол СССР в Германской Демократической Республике — с 21 февраля 1958      | [ 21 ] [ 22 ] [ 23 ]    |
|                              | Николай Викторович Подгорный (1906—1983) укр. Микола Вікторович Підгорний     | 18 июня 1958    | 4 мая 1960      | • 1-й секретарь Центрального комитета Коммунистической партии Украины • член Бюро Центрального комитета Коммунистической партии Украины | [ 139 ] [ 140 ] [ 141 ] |
|                              | Дмитрий Степанович Полянский (1917—2001) укр. Дмитро Степанович Полянський    | 18 июня 1958    | 4 мая 1960      | • Председатель Совета министров РСФСР • член Бюро Центрального комитета КПСС по РСФСР | [ 142 ] [ 143 ] [ 144 ] |
|                              | Пётр Николаевич Поспелов (1898—1979)                                          | 29 июня 1957    | 31 октября 1961 | • секретарь Центрального комитета КПСС — до 4 мая 1960 • член Бюро Центрального комитета КПСС по РСФСР — с 4 мая 1960 по 25 января 1961 • Директор Института марксизма-ленинизма при ЦК КПСС — с 25 января 1961 | [ 163 ] [ 164 ] [ 165 ] |

## Президиум ЦК КПСС (1961)
Президиум Центрального комитета КПСС, избранный 31 октября 1961 года состоявшимся 31 октября 1961 года Пленумом Центрального комитета КПСС, избранного на состоявшемся в Москве с 17 по 31 октября 1961 года XXII съезде КПСС.
| Портрет                      | Имя (годы жизни)                                                               | Полномочия      | Полномочия                                     | Другие должности | Пр.                     |
| Портрет                      | Имя (годы жизни)                                                               | Начало          | Окончание                                      | Другие должности | Пр.                     |
| ---------------------------- | ------------------------------------------------------------------------------ | --------------- | ---------------------------------------------- | --- | ----------------------- |
|                              | Леонид Ильич Брежнев (1906—1982)                                               | 31 октября 1961 | 8 апреля 1966                                  | • Председатель Президиума Верховного Совета СССР — до 15 июля 1964 • секретарь Центрального комитета КПСС — с 22 июня 1963 до 14 октября 1964 • Первый секретарь Центрального комитета КПСС — с 14 октября 1964 • Председатель Бюро Центрального комитета КПСС по РСФСР — с 14 октября 1964                             | [ 81 ] [ 82 ] [ 83 ]    |
|                              | Геннадий Иванович Воронов (1910—1994)                                          | 31 октября 1961 | 8 апреля 1966                                  | • 1-й заместитель Председателя Бюро Центрального комитета КПСС по РСФСР — по 23 ноября 1962 • Председатель Совета министров РСФСР — с 23 ноября 1962 | [ 145 ] [ 146 ] [ 147 ] |
|                              | Андрей Павлович Кириленко (1906—1990)                                          | 23 апреля 1962  | 8 апреля 1966                                  | • 1-й секретарь Свердловского областного комитета КПСС — до 28 апреля 1962 • 1-й заместитель Председателя Бюро Центрального комитета КПСС по РСФСР | [ 154 ] [ 155 ] [ 156 ] |
|                              | Фрол Романович Козлов (1908—1965)                                              | 31 октября 1961 | 16 ноября 1964                                 | • секретарь Центрального комитета КПСС | [ 124 ] [ 125 ] [ 126 ] |
|                              | Алексей Николаевич Косыгин (1904—1980)                                         | 31 октября 1961 | 8 апреля 1966                                  | • 1-й заместитель Председателя Совета министров СССР — до 15 октября 1964 • Председатель Совета министров СССР — с 15 октября 1964 | [ 96 ] [ 97 ] [ 98 ]    |
|                              | Отто Вильгельмович Куусинен (1881—1964) фин. Otto Wille Kuusinen               | 31 октября 1961 | 17 мая 1964                                    | • секретарь Центрального комитета КПСС | [ 48 ] [ 49 ] [ 50 ]    |
|                              | Кирилл Трофимович Мазуров (1914—1989) бел. Кірыл Трафімавіч Мазураў            | 26 марта 1965   | 8 апреля 1966                                  | • 1-й секретарь Центрального комитета Коммунистической партии Белоруссии — до 30 марта 1965 • член Бюро Центрального комитета Коммунистической партии Белоруссии — до 30 марта 1965 • 1-й заместитель Председателя Совета министров СССР                                                                                | [ 157 ] [ 158 ] [ 159 ] |
|                              | Анастас Ованесович Микоян (1895—1978) арм. Անաստաս Հովհաննեսի Միկոյան          | 31 октября 1961 | 8 апреля 1966                                  | • 1-й заместитель Председателя Совета министров СССР — до 15 июля 1964 • Председатель Президиума Верховного Совета СССР — с 15 июля 1964 по 9 декабря 1965 • член Президиума Верховного Совета СССР — с 9 декабря 1965                                                                                                  | [ 57 ] [ 58 ] [ 59 ]    |
|                              | Николай Викторович Подгорный (1906—1983) укр. Микола Вікторович Підгорний      | 31 октября 1961 | 8 апреля 1966                                  | • 1-й секретарь Центрального комитета Коммунистической партии Украины — до 2 июля 1963 • член Бюро Центрального комитета Коммунистической партии Украины — до 2 июля 1963 • секретарь Центрального комитета КПСС — с 22 июня 1963 по 6 декабря 1965 • Председатель Президиума Верховного Совета СССР — с 9 декабря 1965 | [ 139 ] [ 140 ] [ 141 ] |
|                              | Дмитрий Степанович Полянский (1917—2001) укр. Дмитро Степанович Полянський     | 31 октября 1961 | 8 апреля 1966                                  | • Председатель Совета министров РСФСР — до 23 ноября 1962 • член Бюро Центрального комитета КПСС по РСФСР — до 23 ноября 1962 • заместитель Председателя Совета министров СССР — с 23 ноября 1962 по 2 октября 1965 • 1-й заместитель Председателя Совета министров СССР — со 2 октября 1965                            | [ 142 ] [ 143 ] [ 144 ] |
|                              | Михаил Андреевич Суслов (1902—1982)                                            | 31 октября 1961 | 8 апреля 1966                                  | • секретарь Центрального комитета КПСС | [ 69 ] [ 70 ] [ 71 ]    |
|                              | Никита Сергеевич Хрущёв (1894—1971)                                            | 31 октября 1961 | 14 октября 1964                                | • Первый секретарь Центрального комитета КПСС • Председатель Бюро Центрального комитета КПСС по РСФСР • Председатель Совета министров СССР | [ 30 ] [ 31 ] [ 32 ]    |
|                              | Николай Михайлович Шверник (1888—1970)                                         | 31 октября 1961 | 8 апреля 1966                                  | • Председатель Комитета партийного контроля при Центральном комитете КПСС — до 23 ноября 1962 и с 6 декабря 1965 • Председатель Партийной комиссии при Центральном комитете КПСС — с 23 ноября 1962 по 6 декабря 1965                                                                                                   | [ 75 ] [ 76 ] [ 77 ]    |
|                              | Александр Николаевич Шелепин (1918—1994)                                       | 16 ноября 1964  | 8 апреля 1966                                  | • секретарь Центрального комитета КПСС • заместитель Председателя Совета министров СССР — по 9 декабря 1965 • Председатель Комитета партийно-государственного контроля Центрального комитета КПСС и Совета министров СССР — по 9 декабря 1965                                                                           | [ 167 ] [ 168 ] [ 169 ] |
|                              | Пётр Ефимович Шелест (1908—1996) укр. Петро Юхимович Шелест                    | 16 ноября 1964  | 8 апреля 1966                                  | • 1-й секретарь Центрального комитета Коммунистической партии Украины • член Президиума Центрального комитета Коммунистической партии Украины | [ 170 ] [ 171 ] [ 169 ] |
| кандидаты в члены Президиума |                                                                                |                 |                                                | |                         |
|                              | Виктор Васильевич Гришин (1914—1992)                                           | 31 октября 1961 | 8 апреля 1966                                  | • Председатель Всесоюзного центрального совета профессиональных союзов • вице-председатель Всемирной федерации профсоюзов | [ 148 ] [ 149 ] [ 150 ] |
|                              | Пётр Нилович Демичев (1917—2010)                                               | 16 ноября 1964  | 8 апреля 1966                                  | • секретарь Центрального комитета КПСС | [ 172 ] [ 173 ] [ 174 ] |
|                              | Леонид Николаевич Ефремов (1912—2007)                                          | 23 ноября 1962  | 8 апреля 1966                                  | • 1-й секретарь Горьковского областного комитета КПСС — до 7 декабря 1962 • 1-й заместитель Председателя Бюро Центрального комитета КПСС по РСФСР — с декабря 1962 по январь 1965 • 1-й секретарь Ставропольского краевого комитета КПСС — с 22 декабря 1964                                                            | [ 175 ] [ 176 ] [ 177 ] |
|                              | Андрей Павлович Кириленко (1906—1990)                                          | 31 октября 1961 | 23 апреля 1962                                 | • 1-й секретарь Свердловского областного комитета КПСС • 1-й заместитель Председателя Бюро Центрального комитета КПСС по РСФСР | [ 154 ] [ 155 ] [ 156 ] |
|                              | Кирилл Трофимович Мазуров (1914—1989) бел. Кірыл Трафімавіч Мазураў            | 31 октября 1961 | 26 марта 1965                                  | • 1-й секретарь Центрального комитета Коммунистической партии Белоруссии | [ 157 ] [ 158 ] [ 159 ] |
|                              | Василий Павлович Мжаванадзе (1902—1988) груз. ვასილ პავლეს ძე მჟავანაძე        | 31 октября 1961 | 8 апреля 1966                                  | • 1-й секретарь Центрального комитета Коммунистической партии Грузии • член Бюро Центрального комитета Коммунистической партии Грузии • член Закавказского бюро Центрального комитета КПСС — с 7 февраля 1962 по 27 октября 1964                                                                                        | [ 160 ] [ 161 ] [ 162 ] |
|                              | Шараф Рашидович Рашидов (1917—1983) узб. Шароф Рашидович Рашидов               | 31 октября 1961 | 8 апреля 1966                                  | • 1-й секретарь Центрального комитета Коммунистической партии Узбекистана • член Среднеазиатского бюро Центрального комитета КПСС — с 20 декабря 1962 по 15 декабря 1964 | [ 178 ] [ 179 ] [ 180 ] |
|                              | Дмитрий Фёдорович Устинов (1908—1984)                                          | 26 марта 1965   | 8 апреля 1966                                  | • секретарь Центрального комитета КПСС | [ 181 ] [ 182 ] [ 183 ] |
|                              | Пётр Ефимович Шелест (1908—1996) укр. Петро Юхимович Шелест                    | 13 декабря 1963 | 16 ноября 1964                                 | • 1-й секретарь Центрального комитета Коммунистической партии Украины • член Президиума Центрального комитета Коммунистической партии Украины | [ 170 ] [ 171 ] [ 169 ] |
|                              | Владимир Васильевич Щербицкий (1918—1990) укр. Володимир Васильович Щербицький | 31 октября 1961 | 13 декабря 1963                                | • Председатель Совета министров Украинской ССР — до 28 июня 1963 • 1-й секретарь Днепропетровского промышленного областного комитета Коммунистической партии Украины — с 7 июля 1963 | [ 184 ] [ 185 ] [ 186 ] |
| 6 декабря 1965               | Владимир Васильевич Щербицкий (1918—1990) укр. Володимир Васильович Щербицький | 8 апреля 1966   | • Председатель Совета министров Украинской ССР | | [ 184 ] [ 185 ] [ 186 ] |

## Политическое бюро ЦК КПСС (1966)
Политическое бюро Центрального комитета КПСС, избранное 8 апреля 1966 года Пленумом Центрального комитета КПСС, избранного на состоявшемся в Москве с 29 марта по 8 апреля 1966 года XXIII съезде КПСС.
| Портрет                              | Имя (годы жизни)                                                                   | Полномочия    | Полномочия    | Другие должности | Пр.                     |
| Портрет                              | Имя (годы жизни)                                                                   | Начало        | Окончание     | Другие должности | Пр.                     |
| ------------------------------------ | ---------------------------------------------------------------------------------- | ------------- | ------------- | --- | ----------------------- |
|                                      | Леонид Ильич Брежнев (1906—1982)                                                   | 8 апреля 1966 | 9 апреля 1971 | • Генеральный секретарь Центрального комитета КПСС | [ 81 ] [ 82 ] [ 83 ]    |
|                                      | Геннадий Иванович Воронов (1910—1994)                                              | 8 апреля 1966 | 9 апреля 1971 | • Председатель Совета министров РСФСР | [ 145 ] [ 146 ] [ 147 ] |
|                                      | Андрей Павлович Кириленко (1906—1990)                                              | 8 апреля 1966 | 9 апреля 1971 | • секретарь Центрального комитета КПСС | [ 154 ] [ 155 ] [ 156 ] |
|                                      | Алексей Николаевич Косыгин (1904—1980)                                             | 8 апреля 1966 | 9 апреля 1971 | • Председатель Совета министров СССР | [ 96 ] [ 97 ] [ 98 ]    |
|                                      | Кирилл Трофимович Мазуров (1914—1989) бел. Кірыл Трафімавіч Мазураў                | 8 апреля 1966 | 9 апреля 1971 | • 1-й заместитель Председателя Совета министров СССР | [ 157 ] [ 158 ] [ 159 ] |
|                                      | Арвид Янович Пельше (1899—1983) латыш. Arvīds Pelše                                | 8 апреля 1966 | 9 апреля 1971 | • 1-й секретарь Центрального комитета Коммунистической партии Латвии — до 15 апреля 1966 • Председатель Комитета партийного контроля при Центральном комитете КПСС                                                         | [ 188 ] [ 189 ] [ 190 ] |
|                                      | Николай Викторович Подгорный (1906—1983) укр. Микола Вікторович Підгорний          | 8 апреля 1966 | 9 апреля 1971 | • Председатель Президиума Верховного Совета СССР | [ 139 ] [ 140 ] [ 141 ] |
|                                      | Дмитрий Степанович Полянский (1917—2001) укр. Дмитро Степанович Полянський         | 8 апреля 1966 | 9 апреля 1971 | • 1-й заместитель Председателя Совета министров СССР | [ 142 ] [ 143 ] [ 144 ] |
|                                      | Михаил Андреевич Суслов (1902—1982)                                                | 8 апреля 1966 | 9 апреля 1971 | • секретарь Центрального комитета КПСС | [ 69 ] [ 70 ] [ 71 ]    |
|                                      | Александр Николаевич Шелепин (1918—1994)                                           | 8 апреля 1966 | 9 апреля 1971 | • секретарь Центрального комитета КПСС — до 26 сентября 1967 • Председатель Всесоюзного центрального совета профессиональных союзов — с 11 июля 1967                                                                       | [ 167 ] [ 168 ] [ 169 ] |
|                                      | Пётр Ефимович Шелест (1908—1996) укр. Петро Юхимович Шелест                        | 8 апреля 1966 | 9 апреля 1971 | • 1-й секретарь Центрального комитета Коммунистической партии Украины • член Президиума Центрального комитета Коммунистической партии Украины                                                                              | [ 170 ] [ 171 ] [ 169 ] |
| кандидаты в члены Политического бюро |                                                                                    |               |               | |                         |
|                                      | Юрий Владимирович Андропов (1914—1984)                                             | 21 июня 1967  | 9 апреля 1971 | • Председатель Комитета государственной безопасности при Совете министров СССР | [ 191 ] [ 192 ] [ 193 ] |
|                                      | Виктор Васильевич Гришин (1914—1992)                                               | 8 апреля 1966 | 9 апреля 1971 | • Председатель Всесоюзного центрального совета профессиональных союзов — до 1 июля 1967 • вице-председатель Всемирной федерации профсоюзов — до 1967 • 1-й секретарь Московского городского комитета КПСС — с 27 июня 1967 | [ 148 ] [ 149 ] [ 150 ] |
|                                      | Пётр Нилович Демичев (1917—2010)                                                   | 8 апреля 1966 | 9 апреля 1971 | • секретарь Центрального комитета КПСС | [ 172 ] [ 173 ] [ 174 ] |
|                                      | Динмухамед Минлиахмедович Кунаев (1912—1993) каз. Дінмұхаммед Меңдіахметұлы Қонаев | 8 апреля 1966 | 9 апреля 1971 | • 1-й секретарь Центрального комитета Коммунистической партии Казахстана | [ 194 ] [ 195 ] [ 196 ] |
|                                      | Пётр Миронович Машеров (1918—1980) бел. Пётр Міронавіч Машэраў                     | 8 апреля 1966 | 9 апреля 1971 | • 1-й секретарь Центрального комитета Коммунистической партии Белоруссии • член Бюро Центрального комитета Коммунистической партии Белоруссии                                                                              | [ 197 ] [ 198 ] [ 199 ] |
|                                      | Василий Павлович Мжаванадзе (1902—1988) груз. ვასილ პავლეს ძე მჟავანაძე            | 8 апреля 1966 | 9 апреля 1971 | • 1-й секретарь Центрального комитета Коммунистической партии Грузии • член Бюро Центрального комитета Коммунистической партии Грузии                                                                                      | [ 160 ] [ 161 ] [ 162 ] |
|                                      | Шараф Рашидович Рашидов (1917—1983) узб. Шароф Рашидович Рашидов                   | 8 апреля 1966 | 9 апреля 1971 | • 1-й секретарь Центрального комитета Коммунистической партии Узбекистана | [ 178 ] [ 179 ] [ 180 ] |
|                                      | Дмитрий Фёдорович Устинов (1908—1984)                                              | 8 апреля 1966 | 9 апреля 1971 | • секретарь Центрального комитета КПСС | [ 181 ] [ 182 ] [ 183 ] |
|                                      | Владимир Васильевич Щербицкий (1918—1990) укр. Володимир Васильович Щербицький     | 8 апреля 1966 | 9 апреля 1971 | • Председатель Совета министров Украинской ССР | [ 184 ] [ 185 ] [ 186 ] |

## Политическое бюро ЦК КПСС (1971)
Политическое бюро Центрального комитета КПСС, избранное 9 апреля 1971 года Пленумом Центрального комитета КПСС, избранного на состоявшемся в Москве с 30 марта по 9 апреля 1971 года XXIV съезде КПСС.
| Портрет                              | Имя (годы жизни)                                                                   | Полномочия     | Полномочия      | Другие должности | Пр.                     |
| Портрет                              | Имя (годы жизни)                                                                   | Начало         | Окончание       | Другие должности | Пр.                     |
| ------------------------------------ | ---------------------------------------------------------------------------------- | -------------- | --------------- | --- | ----------------------- |
|                                      | Юрий Владимирович Андропов (1914—1984)                                             | 27 апреля 1973 | 5 марта 1976    | • Председатель Комитета государственной безопасности при Совете министров СССР | [ 191 ] [ 192 ] [ 193 ] |
|                                      | Леонид Ильич Брежнев (1906—1982)                                                   | 9 апреля 1971  | 5 марта 1976    | • Генеральный секретарь Центрального комитета КПСС | [ 81 ] [ 82 ] [ 83 ]    |
|                                      | Геннадий Иванович Воронов (1910—1994)                                              | 9 апреля 1971  | 27 апреля 1973  | • Председатель Совета министров РСФСР — до 23 июля 1971 • Председатель Комитета народного контроля СССР — с 22 июля 1971 | [ 145 ] [ 146 ] [ 147 ] |
|                                      | Андрей Антонович Гречко (1903—1976) укр. Андрій Антонович Гречко                   | 27 апреля 1973 | 5 марта 1976    | • Министр обороны СССР | [ 201 ] [ 202 ] [ 203 ] |
|                                      | Виктор Васильевич Гришин (1914—1992)                                               | 9 апреля 1971  | 5 марта 1976    | • 1-й секретарь Московского городского комитета КПСС | [ 148 ] [ 149 ] [ 150 ] |
|                                      | Андрей Андреевич Громыко (1909—1989) бел. Андрэй Андрэевіч Грамыка                 | 27 апреля 1973 | 5 марта 1976    | • Министр иностранных дел СССР | [ 204 ] [ 205 ] [ 206 ] |
|                                      | Андрей Павлович Кириленко (1906—1990)                                              | 9 апреля 1971  | 5 марта 1976    | • секретарь Центрального комитета КПСС | [ 154 ] [ 155 ] [ 156 ] |
|                                      | Алексей Николаевич Косыгин (1904—1980)                                             | 9 апреля 1971  | 5 марта 1976    | • Председатель Совета министров СССР | [ 96 ] [ 97 ] [ 98 ]    |
|                                      | Фёдор Давыдович Кулаков (1918—1978)                                                | 9 апреля 1971  | 5 марта 1976    | • секретарь Центрального комитета КПСС | [ 207 ] [ 208 ] [ 209 ] |
|                                      | Динмухамед Минлиахмедович Кунаев (1912—1993) каз. Дінмұхаммед Меңдіахметұлы Қонаев | 9 апреля 1971  | 5 марта 1976    | • 1-й секретарь Центрального комитета Коммунистической партии Казахстана | [ 194 ] [ 195 ] [ 196 ] |
|                                      | Кирилл Трофимович Мазуров (1914—1989) бел. Кірыл Трафімавіч Мазураў                | 9 апреля 1971  | 5 марта 1976    | • 1-й заместитель Председателя Совета министров СССР | [ 157 ] [ 158 ] [ 159 ] |
|                                      | Арвид Янович Пельше (1899—1983) латыш. Arvīds Pelše                                | 9 апреля 1971  | 5 марта 1976    | • Председатель Комитета партийного контроля при Центральном комитете КПСС | [ 188 ] [ 189 ] [ 190 ] |
|                                      | Николай Викторович Подгорный (1906—1983) укр. Микола Вікторович Підгорний          | 9 апреля 1971  | 5 марта 1976    | • Председатель Президиума Верховного Совета СССР | [ 139 ] [ 140 ] [ 141 ] |
|                                      | Дмитрий Степанович Полянский (1917—2001) укр. Дмитро Степанович Полянський         | 9 апреля 1971  | 5 марта 1976    | • 1-й заместитель Председателя Совета министров СССР — до 2 февраля 1973 • Министр сельского хозяйства СССР — со 2 февраля 1973 | [ 142 ] [ 143 ] [ 144 ] |
|                                      | Михаил Андреевич Суслов (1902—1982)                                                | 9 апреля 1971  | 5 марта 1976    | • секретарь Центрального комитета КПСС | [ 69 ] [ 70 ] [ 71 ]    |
|                                      | Александр Николаевич Шелепин (1918—1994)                                           | 9 апреля 1971  | 16 апреля 1975  | • Председатель Всесоюзного центрального совета профессиональных союзов | [ 167 ] [ 168 ] [ 169 ] |
|                                      | Пётр Ефимович Шелест (1908—1996) укр. Петро Юхимович Шелест                        | 9 апреля 1971  | 27 апреля 1973  | • 1-й секретарь Центрального комитета Коммунистической партии Украины — до 25 мая 1972 • член Президиума Центрального комитета Коммунистической партии Украины — до 25 мая 1972 • заместитель Председателя Совета министров СССР — с 19 мая 1972 | [ 170 ] [ 171 ] [ 169 ] |
|                                      | Владимир Васильевич Щербицкий (1918—1990) укр. Володимир Васильович Щербицький     | 9 апреля 1971  | 5 марта 1976    | • Председатель Совета министров Украинской ССР — до 8 июня 1972 • 1-й секретарь Центрального комитета Коммунистической партии Украины — с 25 мая 1972                                                                                            | [ 184 ] [ 185 ] [ 186 ] |
| кандидаты в члены Политического бюро |                                                                                    |                |                 | |                         |
|                                      | Юрий Владимирович Андропов (1914—1984)                                             | 9 апреля 1971  | 27 апреля 1973  | • Председатель Комитета государственной безопасности при Совете министров СССР | [ 191 ] [ 192 ] [ 193 ] |
|                                      | Пётр Нилович Демичев (1917—2010)                                                   | 9 апреля 1971  | 5 марта 1976    | • секретарь Центрального комитета КПСС — до 16 декабря 1974 • Министр культуры СССР — с 14 ноября 1974 | [ 172 ] [ 173 ] [ 174 ] |
|                                      | Пётр Миронович Машеров (1918—1980) бел. Пётр Міронавіч Машэраў                     | 9 апреля 1971  | 5 марта 1976    | • 1-й секретарь Центрального комитета Коммунистической партии Белоруссии • член Бюро Центрального комитета Коммунистической партии Белоруссии | [ 197 ] [ 198 ] [ 199 ] |
|                                      | Василий Павлович Мжаванадзе (1902—1988) груз. ვასილ პავლეს ძე მჟავანაძე            | 9 апреля 1971  | 18 декабря 1972 | • 1-й секретарь Центрального комитета Коммунистической партии Грузии — до 29 сентября 1972 • член Бюро Центрального комитета Коммунистической партии Грузии — до 29 сентября 1972                                                                | [ 160 ] [ 161 ] [ 162 ] |
|                                      | Борис Николаевич Пономарёв (1905—1995)                                             | 19 мая 1972    | 5 марта 1976    | • секретарь Центрального комитета КПСС | [ 210 ] [ 211 ] [ 212 ] |
|                                      | Шараф Рашидович Рашидов (1917—1983) узб. Шароф Рашидович Рашидов                   | 9 апреля 1971  | 5 марта 1976    | • 1-й секретарь Центрального комитета Коммунистической партии Узбекистана | [ 178 ] [ 179 ] [ 180 ] |
|                                      | Григорий Васильевич Романов (1923—2008)                                            | 27 апреля 1973 | 5 марта 1976    | • 1-й секретарь Ленинградского областного комитета КПСС | [ 213 ] [ 214 ] [ 215 ] |
|                                      | Михаил Сергеевич Соломенцев (1913—2008)                                            | 23 ноября 1971 | 5 марта 1976    | • Председатель Совета министров РСФСР | [ 216 ] [ 217 ] [ 218 ] |
|                                      | Дмитрий Фёдорович Устинов (1908—1984)                                              | 9 апреля 1971  | 5 марта 1976    | • секретарь Центрального комитета КПСС | [ 181 ] [ 182 ] [ 183 ] |

## Политическое бюро ЦК КПСС (1976)
Политическое бюро Центрального комитета КПСС, избранное 5 марта 1976 года Пленумом Центрального комитета КПСС, избранного на состоявшемся в Москве с 24 февраля по 5 марта 1976 года XXV съезде КПСС.
| Портрет                              | Имя (годы жизни)                                                                   | Полномочия      | Полномочия      | Другие должности | Пр.                     |
| Портрет                              | Имя (годы жизни)                                                                   | Начало          | Окончание       | Другие должности | Пр.                     |
| ------------------------------------ | ---------------------------------------------------------------------------------- | --------------- | --------------- | --- | ----------------------- |
|                                      | Юрий Владимирович Андропов (1914—1984)                                             | 5 марта 1976    | 3 марта 1981    | • Председатель Комитета государственной безопасности при Совете министров СССР — до 5 июля 1978 • Председатель Комитета государственной безопасности СССР — с 5 июля 1978                                           | [ 191 ] [ 192 ] [ 193 ] |
|                                      | Леонид Ильич Брежнев (1906—1982)                                                   | 5 марта 1976    | 3 марта 1981    | • Генеральный секретарь Центрального комитета КПСС • Председатель Президиума Верховного Совета СССР — с 16 июня 1977                                                                                                | [ 81 ] [ 82 ] [ 83 ]    |
|                                      | Михаил Сергеевич Горбачёв (1931—2022)                                              | 21 октября 1980 | 3 марта 1981    | • секретарь Центрального комитета КПСС | [ 220 ] [ 221 ] [ 222 ] |
|                                      | Андрей Антонович Гречко (1903—1976) укр. Андрій Антонович Гречко                   | 5 марта 1976    | 26 апреля 1976  | • Министр обороны СССР | [ 201 ] [ 202 ] [ 203 ] |
|                                      | Виктор Васильевич Гришин (1914—1992)                                               | 5 марта 1976    | 3 марта 1981    | • 1-й секретарь Московского городского комитета КПСС | [ 148 ] [ 149 ] [ 150 ] |
|                                      | Андрей Андреевич Громыко (1909—1989) бел. Андрэй Андрэевіч Грамыка                 | 5 марта 1976    | 3 марта 1981    | • Министр иностранных дел СССР | [ 204 ] [ 205 ] [ 206 ] |
|                                      | Андрей Павлович Кириленко (1906—1990)                                              | 5 марта 1976    | 3 марта 1981    | • секретарь Центрального комитета КПСС | [ 154 ] [ 155 ] [ 156 ] |
|                                      | Алексей Николаевич Косыгин (1904—1980)                                             | 5 марта 1976    | 21 октября 1980 | • Председатель Совета министров СССР | [ 96 ] [ 97 ] [ 98 ]    |
|                                      | Фёдор Давыдович Кулаков (1918—1978)                                                | 5 марта 1976    | 17 июля 1978    | • секретарь Центрального комитета КПСС | [ 207 ] [ 208 ] [ 209 ] |
|                                      | Динмухамед Минлиахмедович Кунаев (1912—1993) каз. Дінмұхаммед Меңдіахметұлы Қонаев | 5 марта 1976    | 3 марта 1981    | • 1-й секретарь Центрального комитета Коммунистической партии Казахстана | [ 194 ] [ 195 ] [ 196 ] |
|                                      | Кирилл Трофимович Мазуров (1914—1989) бел. Кірыл Трафімавіч Мазураў                | 5 марта 1976    | 27 ноября 1978  | • 1-й заместитель Председателя Совета министров СССР | [ 157 ] [ 158 ] [ 159 ] |
|                                      | Арвид Янович Пельше (1899—1983) латыш. Arvīds Pelše                                | 5 марта 1976    | 3 марта 1981    | • Председатель Комитета партийного контроля при Центральном комитете КПСС | [ 188 ] [ 189 ] [ 190 ] |
|                                      | Николай Викторович Подгорный (1906—1983) укр. Микола Вікторович Підгорний          | 5 марта 1976    | 24 мая 1977     | • Председатель Президиума Верховного Совета СССР | [ 139 ] [ 140 ] [ 141 ] |
|                                      | Григорий Васильевич Романов (1923—2008)                                            | 5 марта 1976    | 3 марта 1981    | • 1-й секретарь Ленинградского областного комитета КПСС | [ 213 ] [ 214 ] [ 215 ] |
|                                      | Михаил Андреевич Суслов (1902—1982)                                                | 5 марта 1976    | 3 марта 1981    | • секретарь Центрального комитета КПСС | [ 69 ] [ 70 ] [ 71 ]    |
|                                      | Николай Александрович Тихонов (1905—1997)                                          | 27 ноября 1979  | 3 марта 1981    | • 1-й заместитель Председателя Совета министров СССР — до 23 октября 1980 • Председатель Совета министров СССР — с 23 октября 1980                                                                                  | [ 223 ] [ 224 ] [ 225 ] |
|                                      | Дмитрий Фёдорович Устинов (1908—1984)                                              | 5 марта 1976    | 3 марта 1981    | • секретарь Центрального комитета КПСС — до 26 октября 1976 • Министр обороны СССР — с 29 апреля 1976 | [ 181 ] [ 182 ] [ 183 ] |
|                                      | Константин Устинович Черненко (1911—1985)                                          | 27 ноября 1978  | 3 марта 1981    | • секретарь Центрального комитета КПСС | [ 226 ] [ 227 ] [ 228 ] |
|                                      | Владимир Васильевич Щербицкий (1918—1990) укр. Володимир Васильович Щербицький     | 5 марта 1976    | 3 марта 1981    | • 1-й секретарь Центрального комитета Коммунистической партии Украины | [ 184 ] [ 185 ] [ 186 ] |
| кандидаты в члены Политического бюро |                                                                                    |                 |                 | |                         |
|                                      | Гейдар Алирза оглы Алиев (1923—2003) азерб. Һејдәр Әлирза оғлу Әлијев              | 5 марта 1976    | 3 марта 1981    | • 1-й секретарь Центрального комитета Коммунистической партии Азербайджана | [ 229 ] [ 230 ] [ 231 ] |
|                                      | Михаил Сергеевич Горбачёв (1931—2022)                                              | 27 ноября 1979  | 21 октября 1980 | • секретарь Центрального комитета КПСС | [ 220 ] [ 221 ] [ 222 ] |
|                                      | Пётр Нилович Демичев (1917—2010)                                                   | 5 марта 1976    | 3 марта 1981    | • Министр культуры СССР | [ 172 ] [ 173 ] [ 174 ] |
|                                      | Тихон Яковлевич Киселёв (1917—1983) бел. Ціхан Якаўлевіч Кісялёў                   | 21 октября 1980 | 3 марта 1981    | • заместитель Председателя Совета министров СССР — до 23 октября 1980 • 1-й секретарь Центрального комитета Коммунистической партии Белоруссии • член Бюро Центрального комитета Коммунистической партии Белоруссии | [ 232 ] [ 233 ] [ 234 ] |
|                                      | Василий Васильевич Кузнецов (1901—1990)                                            | 3 октября 1977  | 3 марта 1981    | • 1-й заместитель Председателя Президиума Верховного Совета СССР — с 7 октября 1977 | [ 45 ] [ 46 ] [ 47 ]    |
|                                      | Пётр Миронович Машеров (1918—1980) бел. Пётр Міронавіч Машэраў                     | 5 марта 1976    | 4 октября 1980  | • 1-й секретарь Центрального комитета Коммунистической партии Белоруссии • член Бюро Центрального комитета Коммунистической партии Белоруссии                                                                       | [ 197 ] [ 198 ] [ 199 ] |
|                                      | Борис Николаевич Пономарёв (1905—1995)                                             | 5 марта 1976    | 3 марта 1981    | • секретарь Центрального комитета КПСС | [ 210 ] [ 211 ] [ 212 ] |
|                                      | Шараф Рашидович Рашидов (1917—1983) узб. Шароф Рашидович Рашидов                   | 5 марта 1976    | 3 марта 1981    | • 1-й секретарь Центрального комитета Коммунистической партии Узбекистана | [ 178 ] [ 179 ] [ 180 ] |
|                                      | Михаил Сергеевич Соломенцев (1913—2008)                                            | 5 марта 1976    | 3 марта 1981    | • Председатель Совета министров РСФСР | [ 216 ] [ 217 ] [ 218 ] |
|                                      | Николай Александрович Тихонов (1905—1997)                                          | 27 ноября 1978  | 27 ноября 1979  | • 1-й заместитель Председателя Совета министров СССР | [ 223 ] [ 224 ] [ 225 ] |
|                                      | Константин Устинович Черненко (1911—1985)                                          | 3 октября 1977  | 27 ноября 1978  | • секретарь Центрального комитета КПСС | [ 226 ] [ 227 ] [ 228 ] |
|                                      | Эдуард Амвросиевич Шеварднадзе (1928—2014) груз. ედუარდ ამბროსის ძე შევარდნაძე     | 27 ноября 1978  | 3 марта 1981    | • 1-й секретарь Центрального комитета Коммунистической партии Грузии | [ 235 ] [ 236 ] [ 237 ] |

## Политическое бюро ЦК КПСС (1981)
Политическое бюро Центрального комитета КПСС, избранное 3 марта 1981 года Пленумом Центрального комитета КПСС, избранного на состоявшемся в Москве с 23 февраля по 3 марта 1981 года XXVI съезде КПСС.
| Портрет                              | Имя (годы жизни)                                                                   | Полномочия      | Полномочия      | Другие должности | Пр.                     |
| Портрет                              | Имя (годы жизни)                                                                   | Начало          | Окончание       | Другие должности | Пр.                     |
| ------------------------------------ | ---------------------------------------------------------------------------------- | --------------- | --------------- | --- | ----------------------- |
|                                      | Гейдар Алирза оглы Алиев (1923—2003) азерб. Һејдәр Әлирза оғлу Әлијев              | 22 ноября 1982  | 6 марта 1986    | • 1-й секретарь Центрального комитета Коммунистической партии Азербайджана — до 3 декабря 1982 • 1-й заместитель Председателя Совета министров СССР — с 24 ноября 1982 | [ 229 ] [ 230 ] [ 231 ] |
|                                      | Юрий Владимирович Андропов (1914—1984)                                             | 3 марта 1981    | 9 февраля 1984  | • Председатель Комитета государственной безопасности СССР — до 26 мая 1982 • секретарь Центрального комитета КПСС — с 24 мая по 12 ноября 1982 • Генеральный секретарь Центрального комитета КПСС — с 12 ноября 1982 • Председатель Президиума Верховного Совета СССР — с 16 июня 1983 | [ 191 ] [ 192 ] [ 193 ] |
|                                      | Леонид Ильич Брежнев (1906—1982)                                                   | 3 марта 1981    | 10 ноября 1982  | • Генеральный секретарь Центрального комитета КПСС • Председатель Президиума Верховного Совета СССР | [ 81 ] [ 82 ] [ 83 ]    |
|                                      | Виталий Иванович Воротников (1926—2012)                                            | 27 декабря 1983 | 6 марта 1986    | • Председатель Совета министров РСФСР | [ 239 ] [ 240 ] [ 241 ] |
|                                      | Михаил Сергеевич Горбачёв (1931—2022)                                              | 3 марта 1981    | 6 марта 1986    | • секретарь Центрального комитета КПСС — до 11 марта 1985 • Генеральный секретарь Центрального комитета КПСС — с 11 марта 1985 | [ 220 ] [ 221 ] [ 222 ] |
|                                      | Виктор Васильевич Гришин (1914—1992)                                               | 3 марта 1981    | 18 февраля 1986 | • 1-й секретарь Московского городского комитета КПСС — до 24 декабря 1985 | [ 148 ] [ 149 ] [ 150 ] |
|                                      | Андрей Андреевич Громыко (1909—1989) бел. Андрэй Андрэевіч Грамыка                 | 3 марта 1981    | 6 марта 1986    | • Министр иностранных дел СССР — до 2 июля 1985 • 1-й заместитель Председателя Совета министров СССР — с 24 марта 1983 по 2 июля 1985 • Председатель Президиума Верховного Совета СССР — со 2 июля 1985                                                                                | [ 204 ] [ 205 ] [ 206 ] |
|                                      | Андрей Павлович Кириленко (1906—1990)                                              | 3 марта 1981    | 22 ноября 1982  | • секретарь Центрального комитета КПСС | [ 154 ] [ 155 ] [ 156 ] |
|                                      | Динмухамед Минлиахмедович Кунаев (1912—1993) каз. Дінмұхаммед Меңдіахметұлы Қонаев | 3 марта 1981    | 6 марта 1986    | • 1-й секретарь Центрального комитета Коммунистической партии Казахстана | [ 194 ] [ 195 ] [ 196 ] |
|                                      | Егор Кузьмич Лигачёв (1920—2021)                                                   | 23 апреля 1985  | 6 марта 1986    | • секретарь Центрального комитета КПСС | [ 242 ] [ 243 ] [ 244 ] |
|                                      | Арвид Янович Пельше (1899—1983) латыш. Arvīds Pelše                                | 3 марта 1981    | 29 мая 1983     | • Председатель Комитета партийного контроля при Центральном комитете КПСС | [ 188 ] [ 189 ] [ 190 ] |
|                                      | Григорий Васильевич Романов (1923—2008)                                            | 3 марта 1981    | 1 июля 1985     | • 1-й секретарь Ленинградского областного комитета КПСС — до 21 июня 1983 • секретарь Центрального комитета КПСС — с 15 июня 1983 | [ 213 ] [ 214 ] [ 215 ] |
|                                      | Николай Иванович Рыжков (1929—2024)                                                | 23 апреля 1985  | 6 марта 1986    | • секретарь Центрального комитета КПСС — до 15 октября 1985 • Председатель Совета министров СССР — с 27 сентября 1985 | [ 245 ] [ 246 ] [ 247 ] |
|                                      | Михаил Сергеевич Соломенцев (1913—2008)                                            | 27 декабря 1983 | 6 марта 1986    | • Председатель Комитета партийного контроля при Центральном комитете КПСС | [ 216 ] [ 217 ] [ 218 ] |
|                                      | Михаил Андреевич Суслов (1902—1982)                                                | 3 марта 1981    | 26 января 1982  | • секретарь Центрального комитета КПСС | [ 69 ] [ 70 ] [ 71 ]    |
|                                      | Николай Александрович Тихонов (1905—1997)                                          | 3 марта 1981    | 15 октября 1985 | • Председатель Совета министров СССР — до 27 сентября 1985 | [ 223 ] [ 224 ] [ 225 ] |
|                                      | Дмитрий Фёдорович Устинов (1908—1984)                                              | 3 марта 1981    | 20 декабря 1984 | • Министр обороны СССР | [ 181 ] [ 182 ] [ 183 ] |
|                                      | Виктор Михайлович Чебриков (1923—1999)                                             | 23 апреля 1985  | 6 марта 1986    | • Председатель Комитета государственной безопасности СССР | [ 248 ] [ 249 ] [ 250 ] |
|                                      | Константин Устинович Черненко (1911—1985)                                          | 3 марта 1981    | 10 марта 1985   | • секретарь Центрального комитета КПСС — до 13 февраля 1984 • Генеральный секретарь Центрального комитета КПСС — с 13 февраля 1984 • Председатель Президиума Верховного Совета СССР — с 11 апреля 1984                                                                                 | [ 226 ] [ 227 ] [ 228 ] |
|                                      | Эдуард Амвросиевич Шеварднадзе (1928—2014) груз. ედუარდ ამბროსის ძე შევარდნაძე     | 1 июля 1985     | 6 марта 1986    | • 1-й секретарь Центрального комитета Коммунистической партии Грузии — до 6 июля 1985 • Министр иностранных дел СССР — со 2 июля 1985 | [ 235 ] [ 236 ] [ 237 ] |
|                                      | Владимир Васильевич Щербицкий (1918—1990) укр. Володимир Васильович Щербицький     | 3 марта 1981    | 6 марта 1986    | • 1-й секретарь Центрального комитета Коммунистической партии Украины | [ 184 ] [ 185 ] [ 186 ] |
| кандидаты в члены Политического бюро |                                                                                    |                 |                 | |                         |
|                                      | Гейдар Алирза оглы Алиев (1923—2003) азерб. Һејдәр Әлирза оғлу Әлијев              | 3 марта 1981    | 22 ноября 1982  | • 1-й секретарь Центрального комитета Коммунистической партии Азербайджана | [ 229 ] [ 230 ] [ 231 ] |
|                                      | Виталий Иванович Воротников (1926—2012)                                            | 15 июня 1983    | 27 декабря 1983 | • 1-й секретарь Краснодарского краевого комитета КПСС — до 27 июня 1983 • Председатель Совета министров РСФСР — с 24 июня 1983 | [ 239 ] [ 240 ] [ 241 ] |
|                                      | Пётр Нилович Демичев (1917—2010)                                                   | 3 марта 1981    | 6 марта 1986    | • Министр культуры СССР | [ 172 ] [ 173 ] [ 174 ] |
|                                      | Владимир Иванович Долгих (1924—2020)                                               | 24 мая 1982     | 6 марта 1986    | • секретарь Центрального комитета КПСС | [ 251 ] [ 252 ] [ 253 ] |
|                                      | Борис Николаевич Ельцин (1931—2007)                                                | 18 февраля 1986 | 6 марта 1986    | • 1-й секретарь Московского городского комитета КПСС | [ 254 ] [ 255 ] [ 256 ] |
|                                      | Тихон Яковлевич Киселёв (1917—1983) бел. Ціхан Якаўлевіч Кісялёў                   | 3 марта 1981    | 11 января 1983  | • 1-й секретарь Центрального комитета Коммунистической партии Белоруссии • член Бюро Центрального комитета Коммунистической партии Белоруссии | [ 232 ] [ 233 ] [ 234 ] |
|                                      | Василий Васильевич Кузнецов (1901—1990)                                            | 3 марта 1981    | 6 марта 1986    | • 1-й заместитель Председателя Президиума Верховного Совета СССР • исполняющий обязанности Председателя Президиума Верховного Совета СССР — с 10 ноября 1982 по 16 июня 1983, с 9 февраля по 11 апреля 1984 и с 10 марта по 2 июля 1985                                                | [ 45 ] [ 46 ] [ 47 ]    |
|                                      | Борис Николаевич Пономарёв (1905—1995)                                             | 3 марта 1981    | 6 марта 1986    | • секретарь Центрального комитета КПСС | [ 210 ] [ 211 ] [ 212 ] |
|                                      | Шараф Рашидович Рашидов (1917—1983) узб. Шароф Рашидович Рашидов                   | 3 марта 1981    | 31 октября 1983 | • 1-й секретарь Центрального комитета Коммунистической партии Узбекистана | [ 178 ] [ 179 ] [ 180 ] |
|                                      | Сергей Леонидович Соколов (1911—2012)                                              | 23 апреля 1985  | 6 марта 1986    | • Министр обороны СССР | [ 257 ] [ 258 ] [ 259 ] |
|                                      | Михаил Сергеевич Соломенцев (1913—2008)                                            | 3 марта 1981    | 27 декабря 1983 | • Председатель Совета министров РСФСР — до 24 июня 1983 • Председатель Комитета партийного контроля при Центральном комитете КПСС — с 15 июня 1983 | [ 216 ] [ 217 ] [ 218 ] |
|                                      | Николай Владимирович Талызин (1929—1991)                                           | 15 октября 1985 | 6 марта 1986    | • 1-й заместитель Председателя Совета министров СССР • Председатель Государственного планового комитета СССР Совета Министров СССР | [ 260 ] [ 261 ] [ 262 ] |
|                                      | Виктор Михайлович Чебриков (1923—1999)                                             | 27 декабря 1983 | 23 апреля 1985  | • Председатель Комитета государственной безопасности СССР | [ 248 ] [ 249 ] [ 250 ] |
|                                      | Эдуард Амвросиевич Шеварднадзе (1928—2014) груз. ედუარდ ამბროსის ძე შევარდნაძე     | 3 марта 1981    | 1 июля 1985     | • 1-й секретарь Центрального комитета Коммунистической партии Грузии | [ 235 ] [ 236 ] [ 237 ] |

## Политическое бюро ЦК КПСС (1986)
Политическое бюро Центрального комитета КПСС, избранное 6 марта 1986 года Пленумом Центрального комитета КПСС, избранного на состоявшемся в Москве с 25 февраля по 6 марта 1986 года XXVII съезде КПСС.
| Портрет                              | Имя (годы жизни)                                                                   | Полномочия       | Полномочия       | Другие должности | Пр.                     |
| Портрет                              | Имя (годы жизни)                                                                   | Начало           | Окончание        | Другие должности | Пр.                     |
| ------------------------------------ | ---------------------------------------------------------------------------------- | ---------------- | ---------------- | --- | ----------------------- |
|                                      | Гейдар Алирза оглы Алиев (1923—2003) азерб. Һејдәр Әлирза оғлу Әлијев              | 6 марта 1986     | 21 октября 1987  | • 1-й заместитель Председателя Совета министров СССР | [ 229 ] [ 230 ] [ 231 ] |
|                                      | Виталий Иванович Воротников (1926—2012)                                            | 6 марта 1986     | 14 июля 1990     | • Председатель Совета министров РСФСР — до 3 октября 1988 • Председатель Президиума Верховного Совета РСФСР — с 3 октября 1988 по 29 мая 1990 • член Российского бюро Центрального комитета КПСС — с 9 декабря 1989 по 19 июня 1990 | [ 239 ] [ 240 ] [ 241 ] |
|                                      | Михаил Сергеевич Горбачёв (1931—2022)                                              | 6 марта 1986     | 14 июля 1990     | • Генеральный секретарь Центрального комитета КПСС • Председатель Президиума Верховного Совета СССР — с 1 октября 1988 по 25 мая 1989 • Председатель Верховного Совета СССР — с 25 мая 1989 по 15 марта 1990 • Президент СССР — с 15 марта 1990 | [ 220 ] [ 221 ] [ 222 ] |
|                                      | Андрей Андреевич Громыко (1909—1989) бел. Андрэй Андрэевіч Грамыка                 | 6 марта 1986     | 30 сентября 1988 | • Председатель Президиума Верховного Совета СССР | [ 204 ] [ 205 ] [ 206 ] |
|                                      | Владимир Антонович Ивашко (1932—1994) укр. Володимир Антонович Івашко              | 9 декабря 1989   | 14 июля 1990     | • 1-й секретарь Центрального комитета Коммунистической партии Украины — до 23 июня 1990 • Председатель Верховного Совета Украинской ССР — с 4 июня по 9 июля 1990 | [ 264 ] [ 265 ] [ 266 ] |
|                                      | Лев Николаевич Зайков (1923—2002)                                                  | 6 марта 1986     | 14 июля 1990     | • секретарь Центрального комитета КПСС • 1-й секретарь Московского городского комитета КПСС — с 11 ноября 1987 по 21 ноября 1989 | [ 267 ] [ 268 ] [ 269 ] |
|                                      | Владимир Александрович Крючков (1924—2007)                                         | 20 сентября 1989 | 14 июля 1990     | • Председатель Комитета государственной безопасности СССР • член Президентского совета СССР — с 23 марта 1990 | [ 270 ] [ 271 ] [ 272 ] |
|                                      | Динмухамед Минлиахмедович Кунаев (1912—1993) каз. Дінмұхаммед Меңдіахметұлы Қонаев | 6 марта 1986     | 28 января 1987   | • 1-й секретарь Центрального комитета Коммунистической партии Казахстана — до 16 декабря 1986 | [ 194 ] [ 195 ] [ 196 ] |
|                                      | Егор Кузьмич Лигачёв (1920—2021)                                                   | 6 марта 1986     | 14 июля 1990     | • секретарь Центрального комитета КПСС | [ 242 ] [ 243 ] [ 244 ] |
|                                      | Юрий Дмитриевич Маслюков (1937—2010)                                               | 20 сентября 1989 | 14 июля 1990     | • 1-й заместитель Председателя Совета министров СССР • Председатель Государственного планового комитета СССР Совета Министров СССР • член Президентского совета СССР — с 23 марта 1990 | [ 273 ] [ 274 ] [ 275 ] |
|                                      | Вадим Андреевич Медведев (1929—2025)                                               | 30 сентября 1988 | 14 июля 1990     | • секретарь Центрального комитета КПСС • член Президентского совета СССР — с 23 марта 1990 | [ 276 ] [ 277 ] [ 278 ] |
|                                      | Виктор Петрович Никонов (1929—1993)                                                | 26 июня 1987     | 20 сентября 1989 | • секретарь Центрального комитета КПСС | [ 279 ] [ 280 ] [ 281 ] |
|                                      | Николай Иванович Рыжков (1929—2024)                                                | 6 марта 1986     | 14 июля 1990     | • Председатель Совета министров СССР • член Президентского совета СССР (по должности) — с 23 марта 1990 | [ 245 ] [ 246 ] [ 247 ] |
|                                      | Николай Никитович Слюньков (1929—2022) бел. Мікалай Мікітавіч Слюнькоў             | 26 июня 1987     | 14 июля 1990     | • секретарь Центрального комитета КПСС | [ 282 ] [ 283 ] [ 284 ] |
|                                      | Михаил Сергеевич Соломенцев (1913—2008)                                            | 6 марта 1986     | 30 сентября 1988 | • Председатель Комитета партийного контроля при Центральном комитете КПСС | [ 216 ] [ 217 ] [ 218 ] |
|                                      | Виктор Михайлович Чебриков (1923—1999)                                             | 6 марта 1986     | 20 сентября 1989 | • Председатель Комитета государственной безопасности СССР — до 1 октября 1988 • секретарь Центрального комитета КПСС — с 30 сентября 1988 | [ 248 ] [ 249 ] [ 250 ] |
|                                      | Эдуард Амвросиевич Шеварднадзе (1928—2014) груз. ედუარდ ამბროსის ძე შევარდნაძე     | 6 марта 1986     | 14 июля 1990     | • Министр иностранных дел СССР • член Президентского совета СССР — с 23 марта 1990 | [ 235 ] [ 236 ] [ 237 ] |
|                                      | Владимир Васильевич Щербицкий (1918—1990) укр. Володимир Васильович Щербицький     | 6 марта 1986     | 20 сентября 1989 | • 1-й секретарь Центрального комитета Коммунистической партии Украины | [ 184 ] [ 185 ] [ 186 ] |
|                                      | Александр Николаевич Яковлев (1923—2005)                                           | 26 июня 1987     | 14 июля 1990     | • секретарь Центрального комитета КПСС • член Президентского совета СССР — с 23 марта 1990 | [ 285 ] [ 286 ] [ 287 ] |
| кандидаты в члены Политического бюро |                                                                                    |                  |                  | |                         |
|                                      | Александра Павловна Бирюкова (1929—2008) в дев. Александра Павловна Ачкасова       | 30 сентября 1988 | 14 июля 1990     | • заместитель Председателя Совета министров СССР — с 1 октября 1988 | [ 288 ] [ 289 ] [ 290 ] |
|                                      | Александр Владимирович Власов (1932—2002)                                          | 30 сентября 1988 | 14 июля 1990     | • Министр внутренних дел СССР — до 10 октября 1988 • Председатель Совета министров РСФСР — с 3 октября 1988 до 15 июня 1990 (и. о. 15—18 июня 1990) • член Российского бюро ЦК КПСС — с 9 декабря 1989 по 19 июня 1990 | [ 291 ] [ 292 ] [ 293 ] |
|                                      | Пётр Нилович Демичев (1917—2010)                                                   | 6 марта 1986     | 30 сентября 1988 | • Министр культуры СССР — до 18 июня 1986 • 1-й заместитель Председателя Президиума Верховного Совета СССР — с 18 июня 1986 | [ 172 ] [ 173 ] [ 174 ] |
|                                      | Владимир Иванович Долгих (1924—2020)                                               | 6 марта 1986     | 30 сентября 1988 | • секретарь Центрального комитета КПСС | [ 251 ] [ 252 ] [ 253 ] |
|                                      | Борис Николаевич Ельцин (1931—2007)                                                | 6 марта 1986     | 18 февраля 1988  | • 1-й секретарь Московского городского комитета КПСС — до 11 ноября 1987 • 1-й заместитель Председателя Государственного строительного комитета СССР в ранге министра СССР — с 14 января 1988 | [ 254 ] [ 255 ] [ 256 ] |
|                                      | Анатолий Иванович Лукьянов (1930—2019)                                             | 30 сентября 1988 | 14 июля 1990     | • заместитель Председателя Президиума Верховного Совета СССР — до 25 мая 1989 • 1-й заместитель Председателя Верховного Совета СССР — с 29 мая 1989 до 15 марта 1990 • Председатель Верховного Совета СССР — с 15 марта 1990 | [ 294 ] [ 295 ] [ 296 ] |
|                                      | Юрий Дмитриевич Маслюков (1937—2010)                                               | 18 февраля 1988  | 20 сентября 1989 | • 1-й заместитель Председателя Совета министров СССР • Председатель Государственного планового комитета СССР Совета Министров СССР | [ 273 ] [ 274 ] [ 275 ] |
|                                      | Евгений Максимович Примаков (1929—2015)                                            | 20 сентября 1989 | 14 июля 1990     | • Председатель Совета Союза Верховного Совета СССР — до 31 марта 1990 • член Президентского совета СССР — с 23 марта 1990 | [ 297 ] [ 298 ] [ 299 ] |
|                                      | Борис Карлович Пуго (1937—1991) латыш. Boriss Pugo                                 | 20 сентября 1989 | 14 июля 1990     | • Председатель Комитета партийного контроля при Центральном комитете КПСС | [ 300 ] [ 301 ] [ 302 ] |
|                                      | Георгий Петрович Разумовский (1936—)                                               | 18 февраля 1988  | 14 июля 1990     | • секретарь Центрального комитета КПСС | [ 303 ] [ 304 ] [ 305 ] |
|                                      | Николай Никитович Слюньков (1929—2022) бел. Мікалай Мікітавіч Слюнькоў             | 6 марта 1986     | 26 июня 1987     | • 1-й секретарь Центрального комитета Коммунистической партии Белоруссии — до 6 февраля 1987 • секретарь Центрального комитета КПСС — с 28 января 1987 | [ 282 ] [ 283 ] [ 284 ] |
|                                      | Сергей Леонидович Соколов (1911—2012)                                              | 6 марта 1986     | 26 июня 1987     | • Министр обороны СССР — до 30 мая 1987 | [ 257 ] [ 258 ] [ 259 ] |
|                                      | Юрий Филиппович Соловьёв (1925—2011)                                               | 6 марта 1986     | 20 сентября 1989 | • 1-й секретарь Ленинградского областного комитета КПСС — до 12 июля 1989 | [ 306 ] [ 307 ] [ 308 ] |
|                                      | Николай Владимирович Талызин (1929—1991)                                           | 6 марта 1986     | 20 сентября 1989 | • 1-й заместитель Председателя Совета министров СССР — до 1 октября 1988 • Председатель Государственного планового комитета СССР Совета Министров СССР — до 5 февраля 1988 • заместитель Председателя Совета министров СССР — с 1 октября 1988 по 7 июня 1989 • Постоянный представитель СССР в Совете экономической взаимопомощи — с 1 октября 1988 по 7 июня 1989 | [ 260 ] [ 261 ] [ 262 ] |
|                                      | Дмитрий Тимофеевич Язов (1923—2020)                                                | 26 июня 1987     | 14 июля 1990     | • Министр обороны СССР • член Президентского совета СССР — с 23 марта 1990 | [ 309 ] [ 310 ] [ 311 ] |
|                                      | Александр Николаевич Яковлев (1923—2005)                                           | 28 января 1987   | 26 июня 1987     | • секретарь Центрального комитета КПСС | [ 285 ] [ 286 ] [ 287 ] |

## Политическое бюро ЦК КПСС (1990)
Политическое бюро Центрального комитета КПСС, избранное 14 июля 1990 года Пленумом Центрального комитета КПСС, избранного на состоявшемся в Москве со 2 по 13 июля 1990 года XXVIII съезде КПСС.
Постановлением Верховного Совета СССР от 29 августа 1991 года «О ситуации, возникшей в стране в связи с имевшим место государственным переворотом» деятельность КПСС была приостановлена «на основании имеющихся сведений об участии руководящих органов КПСС в подготовке и проведении государственного переворота 18—21 августа 1991 года». Указом Президента РСФСР Б. Н. Ельцина 6 ноября 1991 года деятельность КПСС и Коммунистической партии РСФСР на территории России были запрещены с роспуском организационных структур и обращением имущества в государственную собственность.
| Портрет | Имя (годы жизни) | Полномочия      | Полномочия      | Другие должности | Пр.                     |
| Портрет | Имя (годы жизни) | Начало          | Окончание       | Другие должности | Пр.                     |
| ------- | --- | --------------- | --------------- | --- | ----------------------- |
|         | Джумгалбек Бексултанович Аманбаев (1946—2005) кирг. Жумгалбек Бексултан уулу Аманбаев                                                            | 25 апреля 1991  | 29 августа 1991 | • 1-й секретарь Центрального комитета Коммунистической партии Киргизии | [ 316 ] [ 317 ] [ 318 ] |
|         | Лембит Эльмарович Аннус (1941—2018) эст. Lembit Annus                                                                                            | 31 января 1991  | 29 августа 1991 | • 1-й секретарь Центрального комитета Коммунистической партии Эстонии (на платформе КПСС) | [ 319 ] [ 320 ] [ 321 ] |
|         | Миколас Мартинович Бурокявичюс (1927—2016) лит. Mykolas Burokevičius                                                                             | 14 июля 1990    | 29 августа 1991 | • 1-й секретарь Центрального комитета Коммунистической партии Литвы | [ 322 ] [ 323 ] [ 324 ] |
|         | Михаил Сергеевич Горбачёв (1931—2022) | 14 июля 1990    | 29 августа 1991 | • Генеральный секретарь Центрального комитета КПСС — до 24 августа 1991 • Президент СССР | [ 220 ] [ 221 ] [ 222 ] |
|         | Гиви Григорьевич Гумбаридзе (1945—) груз. გივი გრიგოლის ძე გუმბარიძე                                                                             | 14 июля 1990    | 31 января 1991  | • 1-й секретарь Центрального комитета Коммунистической партии Грузии — до 7 декабря 1990 • Председатель Президиума Верховного совета Грузинской ССР — до 15 ноября 1990                                                                                                 | [ 325 ] [ 326 ] [ 327 ] |
|         | Станислав Иванович Гуренко (1936—2013) укр. Станіслав Іванович Гуренко                                                                           | 14 июля 1990    | 29 августа 1991 | • 1-й секретарь Центрального комитета Коммунистической партии Украины | [ 328 ] [ 329 ] [ 330 ] |
|         | Александр Сергеевич Дзасохов (1934—) осет. Дзасохты Сергейы фырт Алыксандр                                                                       | 14 июля 1990    | 29 августа 1991 | • секретарь Центрального комитета КПСС | [ 331 ] [ 332 ] [ 333 ] |
|         | Григорий Исидорович Еремей (1935—2025) рум. Grigore Eremei                                                                                       | 25 апреля 1991  | 29 августа 1991 | • 1-й секретарь Центрального комитета Коммунистической партии Молдавии | [ 334 ] [ 335 ] [ 336 ] |
|         | Владимир Антонович Ивашко (1932—1994) укр. Володимир Антонович Івашко                                                                            | 14 июля 1990    | 29 августа 1991 | • заместитель Генерального секретаря Центрального комитета КПСС (и. о. Генерального секретаря Центрального комитета КПСС с 24 августа 1991) | [ 264 ] [ 265 ] [ 266 ] |
|         | Ислам Абдуганиевич Каримов (1938—2016) узб. Ислом Абдуғаниевич Каримов                                                                           | 14 июля 1990    | 29 августа 1991 | • 1-й секретарь Центрального комитета Коммунистической партии Узбекистана • Президент Узбекской ССР | [ 337 ] [ 338 ] [ 339 ] |
|         | Пётр Кириллович Лучинский (1940—) рум. Petru Lucinschi                                                                                           | 14 июля 1990    | 29 августа 1991 | • 1-й секретарь Центрального комитета Коммунистической партии Молдавии — до 5 февраля 1991 • секретарь Центрального комитета КПСС — с 31 января 1991 | [ 340 ] [ 341 ] [ 342 ] |
|         | Анатолий Александрович Малофеев (1933—2022) бел. Анатоль Аляксандравіч Малафееў                                                                  | 11 декабря 1990 | 29 августа 1991 | • 1-й секретарь Центрального комитета Коммунистической партии Белоруссии — с 30 ноября 1990 | [ 343 ] [ 344 ] [ 345 ] |
|         | Абсамат Масалиевич Масалиев (1933—2004) кирг. Абсамат Масалы уулу Масалиев                                                                       | 14 июля 1990    | 25 апреля 1991  | • 1-й секретарь Центрального комитета Коммунистической партии Киргизии — до 6 апреля 1991 • Председатель Верховного совета Киргизской ССР — до 10 декабря 1990 | [ 346 ] [ 347 ] [ 348 ] |
|         | Кахар Махкамович Махкамов (1932—2016) тадж. Қаҳҳор Маҳкамович Маҳкамов                                                                           | 14 июля 1990    | 29 августа 1991 | • 1-й секретарь Центрального комитета Коммунистической партии Таджикистана • Председатель Верховного совета Таджикской ССР — до 30 ноября 1990 • Президент Таджикской ССР — с 30 ноября 1990 • Председатель Совета министров Таджикской ССР — с 30 ноября 1990          | [ 349 ] [ 350 ] [ 351 ] |
|         | Владимир Мигранович Мовсисян (1933—2014) арм. Վլադիմիր Միհրանի Մովսիսյան                                                                         | 14 июля 1990    | 11 декабря 1990 | • 1-й секретарь Центрального комитета Коммунистической партии Армении — до 30 ноября 1990 | [ 352 ] [ 353 ] [ 354 ] |
|         | Аяз Ниязи оглы Муталибов (1938—2022) азерб. Ајаз Нијази оғлу Мүтәллибов                                                                          | 14 июля 1990    | 29 августа 1991 | • 1-й секретарь Центрального комитета Коммунистической партии Азербайджана • Президент Азербайджанской ССР — до 5 февраля 1991 • Президент Азербайджанской Республики — с 5 февраля 1991                                                                                | [ 355 ] [ 356 ] [ 357 ] |
|         | Нурсултан Абишевич Назарбаев (1940—) каз. Нұрсұлтан Әбішұлы Назарбаев                                                                            | 14 июля 1990    | 29 августа 1991 | • 1-й секретарь Центрального комитета Коммунистической партии Казахстана • Президент Казахской ССР | [ 358 ] [ 359 ] [ 360 ] |
|         | Сапармурат Атаевич Ниязов (1940—2006) туркм. Сапармырат Атаевич Ныязов урожд. Сапармурат Атаевич Аннаниязов туркм. Сапармырат Атаевич Аннаныязов | 14 июля 1990    | 29 августа 1991 | • 1-й секретарь Центрального комитета Коммунистической партии Туркменистана • член Бюро Центрального комитета Коммунистической партии Туркменистана • Председатель Верховного совета Туркменской ССР — до 2 ноября 1990 • Президент Туркменской ССР — с 27 октября 1990 | [ 361 ] [ 362 ] [ 363 ] |
|         | Степан Карапетович Погосян (1932—2012) арм. Ստեփան Կարապետի Պողոսյան                                                                             | 11 декабря 1990 | 26 июля 1991    | • 1-й секретарь Центрального комитета Коммунистической партии Армении — с 30 ноября 1990 | [ 364 ] [ 365 ] [ 366 ] |
|         | Иван Кузьмич Полозков (1935—) | 14 июля 1990    | 29 августа 1991 | • 1-й секретарь Центрального комитета Коммунистической партии РСФСР — до 6 августа 1991 • 1-й секретарь Краснодарского краевого комитета КПСС — до 25 июля 1990 | [ 367 ] [ 368 ] [ 369 ] |
|         | Юрий Анатольевич Прокофьев (1939—) | 14 июля 1990    | 29 августа 1991 | • 1-й секретарь Московского городского комитета КПСС | [ 370 ] [ 371 ] [ 372 ] |
|         | Альфред Петрович Рубикс (1935—) латыш. Alfrēds Rubiks                                                                                            | 14 июля 1990    | 29 августа 1991 | • 1-й секретарь Центрального комитета Коммунистической партии Латвии | [ 373 ] [ 374 ] [ 375 ] |
|         | Галина Владимировна Семёнова (1937—2017) | 14 июля 1990    | 29 августа 1991 | • секретарь Центрального комитета КПСС | [ 376 ] [ 377 ] [ 378 ] |
|         | Энн-Арно Аугустович Силлари (1944—) эст. Enn-Arno Sillari                                                                                        | 14 июля 1990    | 31 января 1991  | • 1-й секретарь Центрального комитета Коммунистической партии (самостоятельной) Эстонии | [ 379 ] [ 380 ] [ 381 ] |
|         | Ефрем Евсеевич Соколов (1926—2022) бел. Яфрэм Яўсеевіч Сакалоў                                                                                   | 14 июля 1990    | 11 декабря 1990 | • 1-й секретарь Центрального комитета Коммунистической партии Белоруссии — до 30 ноября 1990 | [ 382 ] [ 383 ] [ 384 ] |
|         | Егор Семёнович Строев (1937—) | 14 июля 1990    | 29 августа 1991 | • секретарь Центрального комитета КПСС | [ 385 ] [ 386 ] [ 387 ] |
|         | Михаил Семёнович Сурков (1945—) | 25 апреля 1991  | 29 августа 1991 | • секретарь Всеармейского партийного комитета КПСС | [ 388 ] [ 389 ] [ 390 ] |
|         | Иван Тимофеевич Фролов (1929—1999) | 14 июля 1990    | 29 августа 1991 | • главный редактор газеты «Правда» • президент Философского общества СССР • председатель редакционного совета журнала «Человек» | [ 391 ] [ 392 ] [ 393 ] |
|         | Олег Семёнович Шенин (1937—2009) | 14 июля 1990    | 29 августа 1991 | • секретарь Центрального комитета КПСС | [ 394 ] [ 395 ] [ 396 ] |
|         | Геннадий Иванович Янаев (1937—2010) | 14 июля 1990    | 31 января 1991  | • секретарь Центрального комитета КПСС • Председатель Всесоюзного центрального совета профессиональных союзов — до 20 июля 1990 • Вице-президент СССР — с 27 декабря 1990                                                                                               | [ 397 ] [ 398 ] [ 399 ] |